# Resultados do Carnaval do Rio de Janeiro em 2024
Nesta página estão listados os resultados dos concursos de escolas de samba e de blocos carnavalescos do carnaval do Rio de Janeiro do ano de 2024. Os desfiles foram realizados entre os dias 9 e 17 de fevereiro de 2024.
A Unidos do Viradouro foi a campeã do Grupo Especial, conquistando seu terceiro título na elite do carnaval carioca. O enredo "Arroboboi, Dangbé" foi desenvolvido pelo carnavalesco Tarcísio Zanon, que conquistou seu segundo título no Grupo Especial. O desfile abordou a história do culto ao vodum Dambê, representado por uma píton-real, desde a manifestação da energia na costa ocidental da África até a chegada do culto ao Brasil, com a instalação de terreiros na Bahia pela sacerdotisa Ludovina Pessoa e a formação do candomblé Jeje. Campeã do ano anterior, a Imperatriz Leopoldinense ficou com o vice-campeonato com sete décimos de diferença para a escola de Niterói. De volta ao Grupo Especial, após vencer a Série Ouro no carnaval anterior, a Unidos do Porto da Pedra se classificou em último lugar sendo rebaixada de volta para a segunda divisão.
A Unidos de Padre Miguel venceu a Série Ouro, garantindo sua volta à primeira divisão, de onde estava afastada desde 1972. A escola apresentou um enredo sobre Padre Cícero. O desfile da Série Prata teve como vencedoras a Botafogo Samba Clube na primeira noite, e a Tradição na segunda noite, com ambas sendo promovidas à segunda divisão. Por ter obtido a maior pontuação, a Tradição foi declarada campeã da Série Prata, enquanto a Botafogo Samba Clube ficou com o vice-campeonato, se tornando a primeira agremiação ligada a um clube de futebol a conseguir o acesso aos desfiles da Sapucaí. Na Série Bronze, Império de Nova Iguaçu venceu a primeira noite e o Boi da Ilha do Governador venceu a segunda noite. Tendo a maior pontuação, Boi da Ilha ficou com o título de campeã da Série Bronze reeditando o enredo de 1980 da União da Ilha do Governador, enquanto o Império ficou com o vice-campeonato. As duas foram promovidas para a terceira divisão junto com Alegria do Vilar e Chatuba de Mesquita. Unidos da Vila Kennedy venceu o desfile do Grupo de Avaliação reeditando seu enredo de 2000, sendo promovida à quarta divisão junto com a Acadêmicos do Recreio.
Segundo dados da Prefeitura do Rio, o carnaval de 2024 movimentou 5 bilhões de reais na economia da cidade, reunindo cerca de 8 milhões de foliões, o que daria ao Rio o título de maior carnaval de rua do Brasil.

## Grupo Especial
O desfile do Grupo Especial foi organizado pela Liga Independente das Escolas de Samba do Rio de Janeiro (LIESA) e realizado no Sambódromo da Marquês de Sapucaí, com início às 22 horas dos dias 11 e 12 de fevereiro de 2024.
Ordem dos desfiles
A ordem dos desfiles foi definida através de sorteio realizado no dia 20 de julho de 2023 na Cidade do Samba. Para equilibrar forças, a LIESA dividiu as escolas em pares, sendo que, dentro dos pares, cada escola desfilaria em uma noite diferente. Os pares formados foram: Imperatriz e Viradouro; Vila Isabel e Grande Rio; Beija-Flor e Mangueira; Salgueiro e Portela; Paraíso do Tuiuti e Unidos da Tijuca.

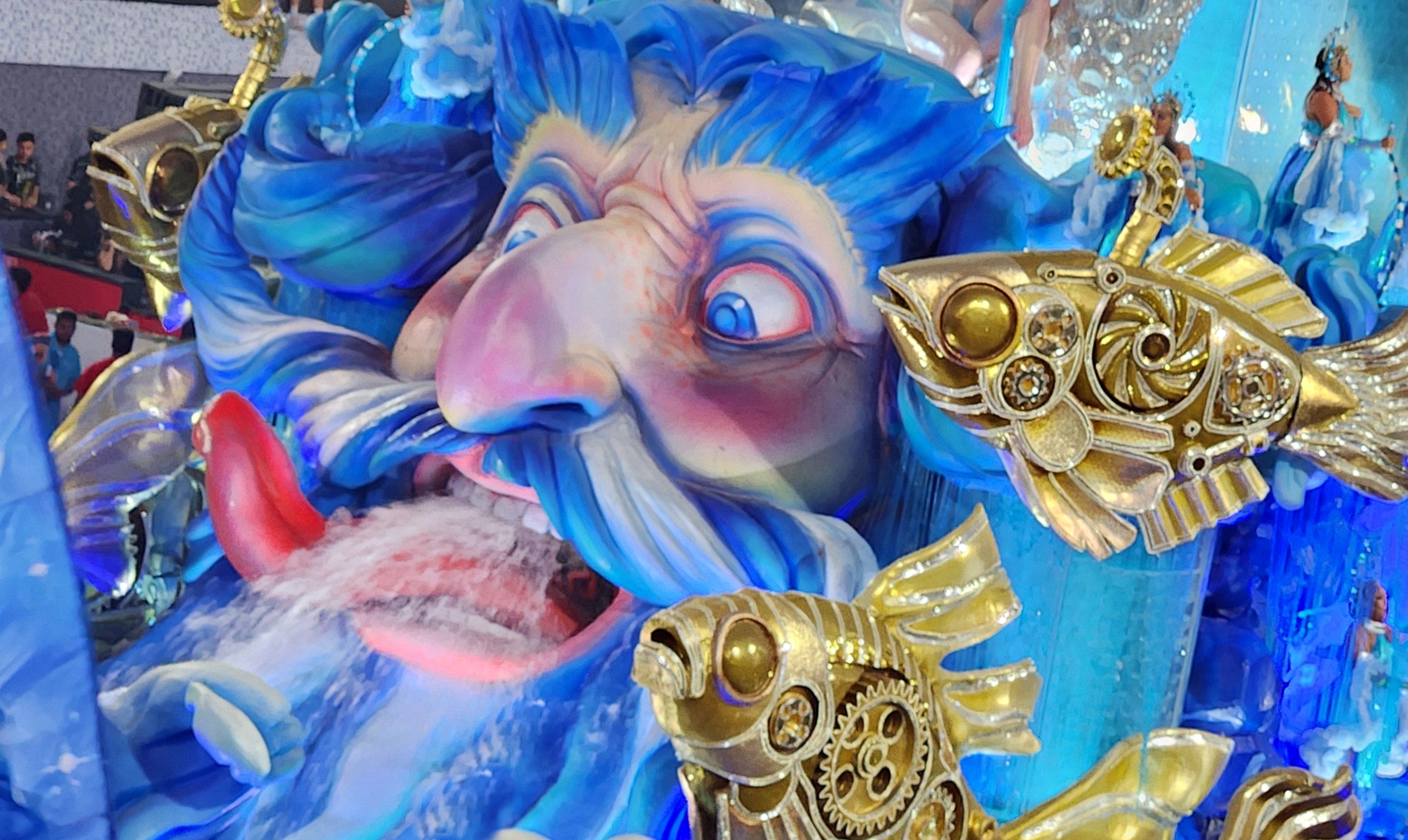
Desfile da Imperatriz Leopoldinense em 2024. Escola foi a vice-campeã do carnaval.

Primeiro foi sorteada a noite de desfile de cada escola; depois foi sorteada a ordem de apresentação de cada noite. Após o sorteio foi permitido que as escolas negociassem a troca de posições dentro de cada noite. Sorteada para encerrar a segunda noite, a Vila Isabel trocou de posição com a Viradouro, que havia sido sorteada para ser a terceira a desfilar. Duas escolas tinham posições pré-definidas por regulamento e não participaram do sorteio: Campeã da Série Ouro (segunda divisão) de 2023, a Unidos do Porto da Pedra ficou responsável por abrir a primeira noite; enquanto a penúltima colocada do Grupo Especial de 2023, Mocidade Independente de Padre Miguel, ficou responsável por abrir a segunda noite.
| Domingo (11/02/2024) | Segunda-feira (12/02/2024) |
| 1. Unidos do Porto da Pedra 2. Beija-Flor de Nilópolis 3. Acadêmicos do Salgueiro 4. Acadêmicos do Grande Rio 5. Unidos da Tijuca 6. Imperatriz Leopoldinense | 1. Mocidade Independente de Padre Miguel 2. Portela 3. Unidos de Vila Isabel 4. Estação Primeira de Mangueira 5. Paraíso do Tuiuti 6. Unidos do Viradouro |

Quesitos e julgadores
Foram mantidos os nove quesitos de avaliação dos anos anteriores. A quantidade de julgadores diminuiu de 45 para 36. Cada quesito foi avaliado por quatro julgadores. O módulo de atuação de cada julgador foi definido através de sorteio realizado no dia 31 de janeiro de 2024. Todos os julgadores participaram de um curso de preparação administrado pela LIESA.
| Quesitos | Quesitos                     | Módulo 1 e 2 - Entre os setores 3 e 3 A/B | Módulo 1 e 2 - Entre os setores 3 e 3 A/B | Módulo 3 - Setor 6      | Módulo 4 - Setor 10 |
| Quesitos | Quesitos                     | Julgador 1                                | Julgador 2                                | Julgador 3              | Julgador 4          |
| -------- | ---------------------------- | ----------------------------------------- | ----------------------------------------- | ----------------------- | ------------------- |
|          | Alegorias e Adereços         | Fernando Lima                             | Walber Freitas                            | Madson Oliveira         | Soter Bentes        |
|          | Bateria                      | Rafael Castro                             | Mila Schiavo                              | Philipe Galdino         | Ary Cohen           |
|          | Evolução                     | Verônica Torres                           | Mateus Dutra                              | Lucila de Beaurepaire   | Gerson Oliver       |
|          | Mestre-Sala e Porta-Bandeira | Fernando Bersot                           | Paulo Rodrigues                           | João Wlamir             | Mônica Barbosa      |
|          | Comissão de Frente           | Paola Novaes                              | Raphael David                             | Rafaela Riveiro Ribeiro | Raffael Araújo      |
|          | Enredo                       | Johny Soares                              | Carolina Vieira                           | Arthur Gomes            | Marcelo Filgueira   |
|          | Harmonia                     | Rodrigo Lima                              | Jardel Maia                               | Bruno Marques           | Júlia Felix         |
|          | Samba-enredo                 | Alfredo Del-Penho                         | Cyro Delvizio                             | Alessandro Ventura      | Alice Serrano       |
|          | Fantasias                    | Regina Oliva                              | Sérgio Henrique                           | Wagner Louza            | Paulo Paradela      |

### Classificação

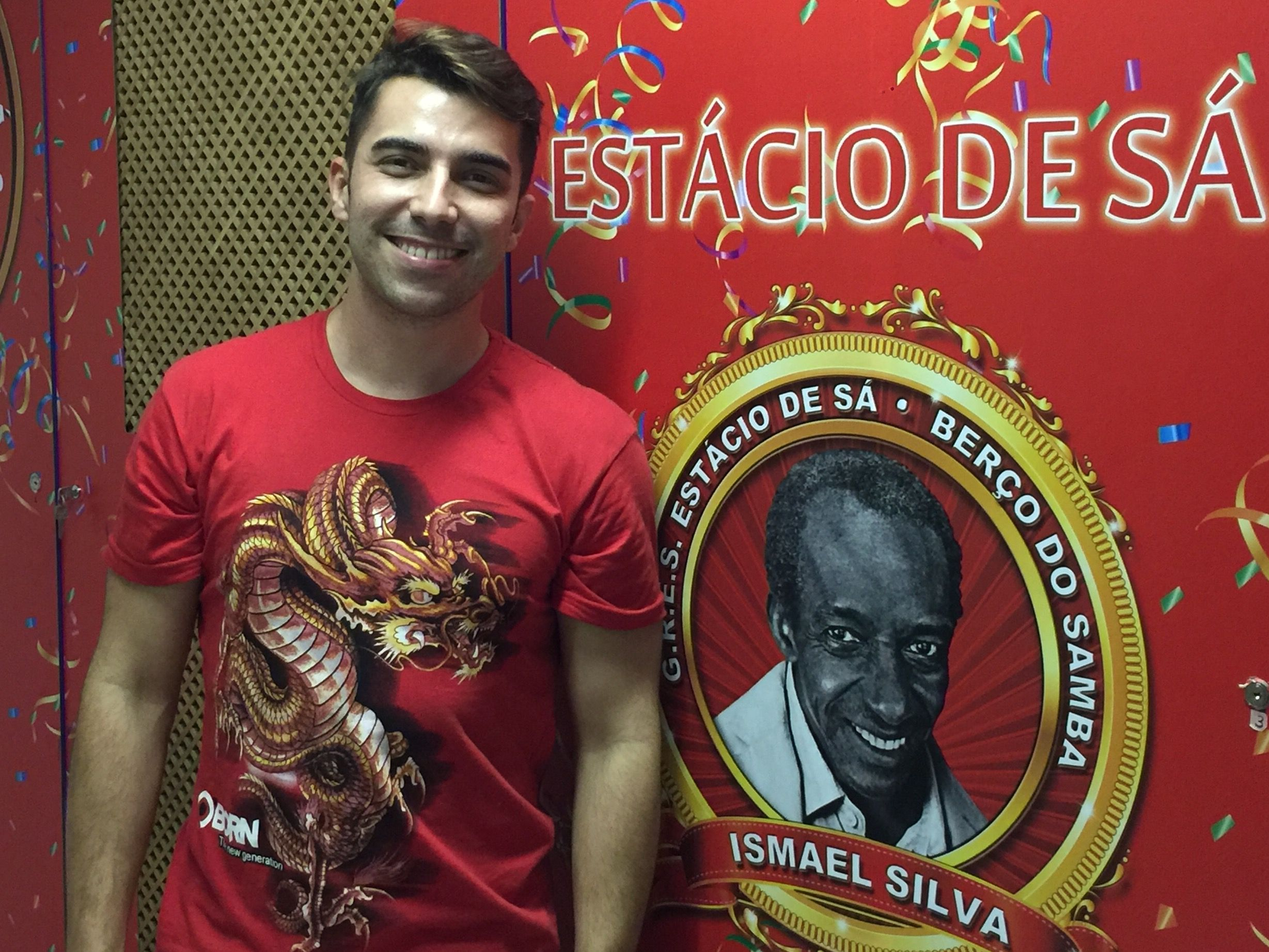
O carnavalesco Tarcísio Zanon conquistou seu segundo título no Grupo Especial.

A Unidos do Viradouro conquistou seu terceiro título no Grupo Especial do carnaval carioca, quatro anos após a conquista anterior, em 2020. O enredo "Arroboboi, Dangbé" foi desenvolvido pelo carnavalesco Tarcísio Zanon, que conquistou seu segundo título na elite da folia carioca. O desfile abordou a história do culto ao vodum Dambê, representado por uma píton-real, desde a manifestação da energia na costa ocidental da África até a chegada do culto ao Brasil, com a instalação de terreiros na Bahia pela sacerdotisa Ludovina Pessoa e a formação do candomblé Jeje. A escola atingiu a pontuação máxima, tendo apenas três notas abaixo da máxima, que, seguindo o regulamento do concurso, foram descartadas.
Campeã do ano anterior, a Imperatriz Leopoldinense ficou com o vice-campeonato com sete décimos de diferença para a Viradouro. Foi a maior diferença entre campeã e vice desde o carnaval de 2011, quando a Beija-Flor venceu a Tijuca por 1,4 pontos. A Imperatriz realizou um desfile com enredo baseado num folheto de ficção do escritor paraibano Leandro Gomes de Barros sobre um testamento deixado por uma cigana que instrui sobre a interpretação de sonhos, a leitura das mãos e outros apontamentos místicos. Terceira colocada, a Grande Rio desfilou com um enredo baseado no livro Meu Destino É Ser Onça, do escritor Alberto Mussa, abordando a origem do mundo na mitologia tupinambá e a simbologia da onça no cenário artístico-cultural brasileiro. Com um desfile sobre a população ianomâmi, o Salgueiro se classificou em quarto lugar. Quinta colocada, a Portela realizou um desfile com enredo baseado no best-seller Um Defeito de Cor, da escritora mineira Ana Maria Gonçalves. O desfile fez com que o livro se esgotasse nas plataformas de venda. A Unidos de Vila Isabel conquistou a última vaga do Desfile das Campeãs reeditando o clássico samba-enredo "Gbalá - Viagem ao Templo da Criação", de Martinho da Vila, que deu o oitavo lugar para a escola no carnaval de 1993.
Sétima colocada, a Mangueira homenageou a cantora e torcedora mangueirense Alcione. A Beija-Flor se classificou em oitavo lugar com um desfile sobre Rás Gonguila, figura de destaque do carnaval de Maceió. A escola recebeu um patrocínio de oito milhões da prefeitura da cidade. Com um desfile sobre João Cândido, militar brasileiro, líder da Revolta da Chibata, a Paraíso do Tuiuti obteve o nono lugar. A Mocidade se classificou em décimo lugar com um desfile sobre o caju. Penúltima colocada, a Unidos da Tijuca realizou um desfile sobre lendas e histórias populares de Portugal. De volta ao Grupo Especial, após onze anos no acesso, a Porto da Pedra se classificou em último lugar, sendo rebaixada novamente para a segunda divisão. A escola realizou um desfile sobre o Lunario Perpetuo, um almanaque composto por Jerónimo Cortés, na Espanha, em 1594, e publicado em português pela primeira vez em 1703, se tornando muito popular no Nordeste do Brasil. A escola enfrentou problemas em seu desfile. Uma parte do carro abre-alas quebrou em frente ao módulo de julgadores, enquanto o último carro atravessou a grade de proteção da dispersão, atingindo uma mulher, deixando-a com ferimentos leves. Com o acidente, o carro demorou a andar, abrindo um grande espaço entre a última ala.
Antes da apuração, quatro escolas (Grande Rio, Imperatriz, Mocidade e Beija-Flor) entraram com um recurso na LIESA contra a Viradouro, alegando que a escola ultrapassou o limite máximo de integrantes aparentes em sua comissão de frente durante o desfile. O Salgueiro também apresentou um recurso, mas a liga considerou fora do prazo. Segundo o regulamento, cada escola pode desfilar com no máximo quinze componentes em sua comissão. As escolas reclamaram que além dos quinze componentes permitidos, a Viradouro desfilou com outros nove integrantes, que estavam camuflados no elemento cenográfico da apresentação, totalizando 24 componentes. No dia seguinte à apuração, a LIESA negou o recurso das escolas contra a Viradouro. Mesmo que o recurso fosse aceito, a escola de Niterói perderia apenas cinco décimos, continuando com o título de campeã, já que a diferença foi de sete décimos em relação à segunda colocada.
| Legenda: Desfile das Campeãs Rebaixada para a segunda divisão |

| Col. | Escola                                | Enredo                                                                   | Carnavalesco(a)                   | Pontos | Desempate            |
| ---- | ------------------------------------- | ------------------------------------------------------------------------ | --------------------------------- | ------ | -------------------- |
| 1    | Unidos do Viradouro                   | Arroboboi, Dangbé                                                        | Tarcísio Zanon                    | 270    | -                    |
| 2    | Imperatriz Leopoldinense              | Com a Sorte Virada Pra Lua, Segundo o Testamento da Cigana Esmeralda     | Leandro Vieira                    | 269,3  | -                    |
| 3    | Acadêmicos do Grande Rio              | Nosso Destino É Ser Onça                                                 | Gabriel Haddad e Leonardo Bora    | 269,2  | -                    |
| 4    | Acadêmicos do Salgueiro               | Hutukara                                                                 | Edson Pereira                     | 269    | -                    |
| 5    | Portela                               | Um Defeito de Cor                                                        | André Rodrigues e Antônio Gonzaga | 268,9  | -                    |
| 6    | Unidos de Vila Isabel                 | Gbalá - Viagem ao Templo da Criação (Reedição do próprio enredo de 1993) | Paulo Barros                      | 268,8  | Fantasias (29,9 pts) |
| 7    | Estação Primeira de Mangueira         | A Negra Voz do Amanhã                                                    | Annik Salmon e Guilherme Estevão  | 268,8  | Fantasias (29,7 pts) |
| 8    | Beija-Flor de Nilópolis               | Um Delírio de Carnaval na Maceió de Rás Gonguila                         | João Vitor Araújo                 | 268,5  | -                    |
| 9    | Paraíso do Tuiuti                     | Glória ao Almirante Negro!                                               | Jack Vasconcelos                  | 268,3  | -                    |
| 10   | Mocidade Independente de Padre Miguel | Pede Caju Que Dou... Pé de Caju Que Dá!                                  | Marcus Ferreira                   | 267,2  | -                    |
| 11   | Unidos da Tijuca                      | O Conto de Fados                                                         | Alexandre Louzada                 | 265,7  | -                    |
| 12   | Unidos do Porto da Pedra              | Lunário Perpétuo: A Profética do Saber Popular                           | Mauro Quintaes                    | 264,9  | -                    |

### Premiações
Os(as) mais premiados(as):

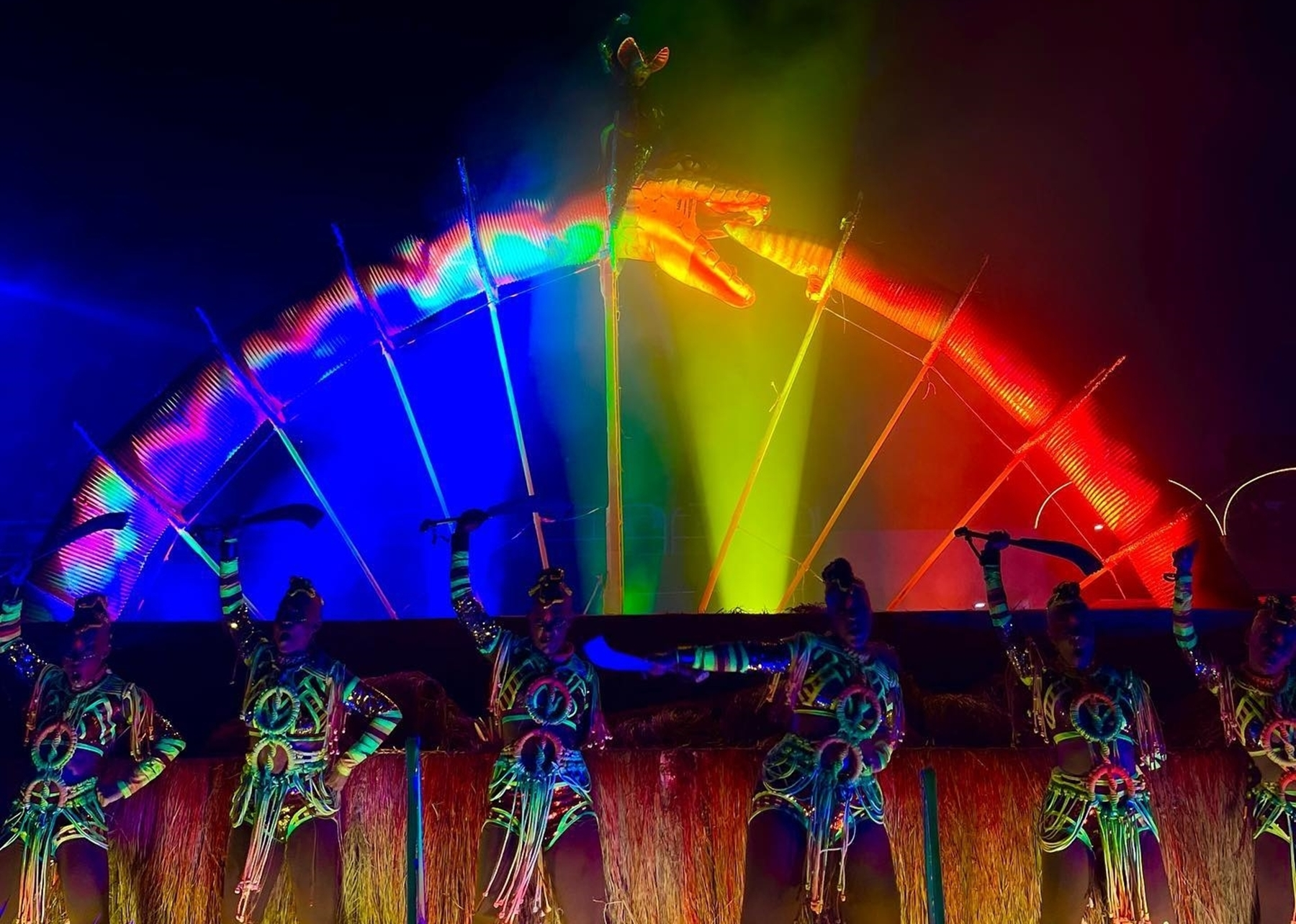
Comissão de frente da Viradouro, vencedora de sete premiações.

- Melhor Escola/Desfile: Viradouro (8 prêmios)
- Samba-enredo: Imperatriz Leopoldinense (6 prêmios)
- Enredo: Portela (9 prêmios)
- Bateria: Imperatriz Leopoldinense (4 prêmios)
- Mestre-sala e Porta-bandeira: Phelipe Lemos e Rafaela Theodoro, da Imperatriz (5 prêmios)
- Comissão de Frente: Viradouro, coreografada por Priscilla Mota e Rodrigo Negri (7 prêmios)
- Intérprete: Pitty de Menezes, da Imperatriz (9 prêmios)
- Ala de Passistas: Viradouro (4 prêmios)
- Ala de Baianas: Viradouro (3 prêmios)
- Harmonia: Imperatriz Leopoldinense (3 prêmios)
- Carnavalescos: Leonardo Bora e Gabriel Haddad, Grande Rio; e Tarcísio Zanon, da Viradouro (3 prêmios cada)

| Prêmios 2024             | Escola / Desfile | Samba-enredo | Melhor Enredo | Melhor Bateria   | Mestre-sala e Porta-bandeira       | Comissão de Frente | Melhor Intérprete        | Ala de Passistas | Melhor Ala de Baianas | Melhor Carnavalesco                   | Melhor Harmonia | Melhores Alegorias | Melhores Fantasias |
| ------------------------ | ---------------- | ------------ | ------------- | ---------------- | ---------------------------------- | ------------------ | ------------------------ | ---------------- | --------------------- | ------------------------------------- | --------------- | ------------------ | ------------------ |
| Estandarte de Ouro       | Portela          | Imperatriz   | Portela       | Mangueira        | Phelipe e Rafaela (Imperatriz)     | Viradouro          | Pitty (Imperatriz)       | Mocidade         | Beija-Flor            | -                                     | -               | -                  | -                  |
| Estrela do Carnaval      | Viradouro        | Imperatriz   | Portela       | Vila Isabel      | Julinho e Rute (Viradouro)         | Grande Rio         | Pitty (Imperatriz)       | Mangueira        | Viradouro             | Leonardo B. e Gabriel H. (Grande Rio) | Mangueira       | Grande Rio         | Imperatriz         |
| Fala Galera Carna Insta  | Viradouro        | Imperatriz   | Portela       | Imperatriz       | Matheus e Cintya (Mangueira)       | Grande Rio         | Pitty (Imperatriz)       | Grande Rio       | Viradouro             | Tarcisio Zanon (Viradouro)            | Imperatriz      | -                  | -                  |
| Gato de Prata            | Grande Rio       | Salgueiro    | Portela       | Vila Isabel      | Phelipe e Rafaela (Imperatriz)     | Viradouro          | Wander Pires (Viradouro) | Viradouro        | Vila Isabel           | Leonardo B. e Gabriel H. (Grande Rio) | Imperatriz      | -                  | -                  |
| Prêmio 100% Carnaval     | Viradouro        | Imperatriz   | Portela       | Tuiuti           | Phelipe e Rafaela (Imperatriz)     | Viradouro          | Pitty (Imperatriz)       | Viradouro        | -                     | Leonardo B. e Gabriel H. (Grande Rio) | -               | -                  | Grande Rio         |
| Prêmio SRzd              | Viradouro        | Vila Isabel  | Vila Isabel   | Mocidade         | Marcinho e Cristiane (Vila Isabel) | Grande Rio         | Tinga (Vila Isabel)      | Tuiuti           | Vila Isabel           | Paulo Barros (Vila Isabel)            | -               | -                  | -                  |
| S@mba-Net                | Viradouro        | Imperatriz   | Portela       | Unidos da Tijuca | Claudinho e Selminha (Beija-Flor)  | Grande Rio         | Pitty (Imperatriz)       | Mocidade         | Imperatriz            | -                                     | -               | -                  | -                  |
| Troféu Explosão in Samba | Viradouro        | Mocidade     | -             | Portela          | Claudinho e Selminha (Beija-Flor)  | Viradouro          | Pitty (Imperatriz)       | Tuiuti           | Imperatriz            | -                                     | Vila Isabel     | Viradouro          | -                  |
| Troféu Sambario          | Viradouro        | Salgueiro    | Portela       | Viradouro        | Sidclei e Marcella (Salgueiro)     | Viradouro          | Pitty (Imperatriz)       | Mocidade         | Salgueiro             | Tarcisio Zanon (Viradouro)            | -               | Viradouro          | Viradouro          |
| Troféu Tupi              | Viradouro        | Salgueiro    | Portela       | Imperatriz       | Phelipe e Rafaela (Imperatriz)     | Viradouro          | Evandro M. (Grande Rio)  | Viradouro        | Beija-Flor            | Tarcisio Zanon (Viradouro)            | -               | -                  | -                  |
| Resenha dos Sambistas    | -                | Salgueiro    | Portela       | Imperatriz       | Phelipe e Rafaela (Imperatriz)     | Viradouro          | Pitty (Imperatriz)       | Portela          | Viradouro             | -                                     | Viradouro       | -                  | -                  |
| Plumas & Paetês          | -                | Imperatriz   | -             | Tuiuti           | Marlon e Squel (Portela)           | Mocidade           | Pitty (Imperatriz)       | Viradouro        | -                     | Marcus Ferreira (Mocidade)            | Imperatriz      | -                  | -                  |
| Troféu Bateria           | -                | -            | -             | Imperatriz       | -                                  | -                  | -                        | -                | -                     | -                                     | -               | -                  | -                  |

### Desfile das Campeãs
O Desfile das Campeãs foi realizado no Sambódromo da Marquês de Sapucaí, tendo início às 21 horas e 30 minutos do sábado, dia 17 de fevereiro de 2024. O Desfile foi aberto por uma apresentação em celebração aos quarenta anos de inauguração do Sambódromo, intitulado "Apoteose do Samba - 40 Anos de Sapucaí". Um tapete vermelho foi estendido, da altura do Setor 2 até o final da Marquês de Sapucaí. A cantora Anitta começou a apresentação acompanhada de seu tio Aluísio Machado, conhecido como Capoeira, integrante da velha guarda do Império Serrano. A cantora caminhou até se encontrar com o cantor Zeca Pagodinho em um palco. Na sequência, o palco se movimentou até o trono onde a cantora Alcione os aguardavam. Também participaram do show os cantores Neguinho da Beija-Flor e Pretinho da Serrinha, além de sessenta bailarinos e quarenta ritmistas das doze escolas de samba do Grupo Especial. Após a apresentação, às 22 horas de sábado, as seis primeiras colocadas do Grupo Especial desfilam seguindo a ordem inversa de classificação.
A última alegoria da vice-campeã, Imperatriz Leopoldinense, quebrou na concentração e não conseguiu passar pela pista de desfile. O incidente atrasou o desfile da Viradouro, que precisava manobrar suas alegorias para ficar na ordem correta de apresentação. Após uma hora tentando consertar a alegoria da Imperatriz, a LIESA decidiu iniciar o desfile da Viradouro com as alegorias fora de ordem. A escola de Niterói iniciou seu desfile com o dia claro, às 6 horas e 16 minutos da manhã de domingo, tendo o último carro desfilado primeiro, seguido da comissão de frente.
Enquanto a Viradouro esperava o início de sua apresentação, um arco-íris se formou no céu. O fenômeno da natureza é um dos símbolos do vodum Dambê, tema do enredo da agremiação.
| Ordem dos desfiles |
| 1. Unidos de Vila Isabel 2. Portela 3. Acadêmicos do Salgueiro 4. Acadêmicos do Grande Rio 5. Imperatriz Leopoldinense 6. Unidos do Viradouro |

## Série Ouro
O desfile da Série Ouro (segunda divisão) foi organizado pela LIGA RJ e realizado no Sambódromo da Marquês de Sapucaí, tendo início às 21 horas dos dias 9 e 10 de fevereiro de 2024.
Ordem dos desfiles
A ordem dos desfiles foi definida através de um sorteio realizado no dia 2 de maio de 2023 na sede da LIGA RJ. Para equilibrar forças, a LIGA RJ dividiu as escolas em pares, sendo que, dentro dos pares, cada escola desfilaria em uma noite diferente. Os pares formados foram: Unidos de Padre Miguel e Inocentes de Belford Roxo; Império Serrano e Império da Tijuca; Acadêmicos de Niterói e União da Ilha do Governador; São Clemente e Estácio de Sá; Unidos de Bangu e Acadêmicos de Vigário Geral; Unidos da Ponte e Arranco.
Primeiro foi sorteada a noite de desfile de cada escola; depois foi sorteada a ordem de apresentação de cada noite. Após o sorteio foi permitido que as escolas negociassem a troca de posições dentro de cada noite. Três escolas tinham posições pré-definidas por regulamento e não participaram do sorteio: Terceira colocada geral da Série Prata (terceira divisão) de 2023, a União do Parque Acari ficou responsável por abrir a primeira noite; enquanto a campeã, Sereno de Campo Grande, ficou responsável por iniciar a segunda noite. Vice-campeã geral da Série Prata de 2023, a União de Maricá seria a segunda escola a desfilar na primeira noite, mas trocou de posição com o Império da Tijuca. Vice-campeã da Série Ouro de 2023, a Unidos de Padre Miguel pode escolher a sua posição de desfile, participando apenas do sorteio que definiu em qual noite desfilaria.
| Sexta-feira (09/02/2024) | Sábado (10/02/2024) |
| 1. União do Parque Acari 2. Império da Tijuca 3. Acadêmicos de Vigário Geral 4. Inocentes de Belford Roxo 5. Estácio de Sá 6. União de Maricá 7. Acadêmicos de Niterói 8. Unidos da Ponte | 1. Sereno de Campo Grande 2. Em Cima da Hora 3. Arranco 4. União da Ilha do Governador 5. Unidos de Padre Miguel 6. São Clemente 7. Unidos de Bangu 8. Império Serrano |

Quesitos e julgadores

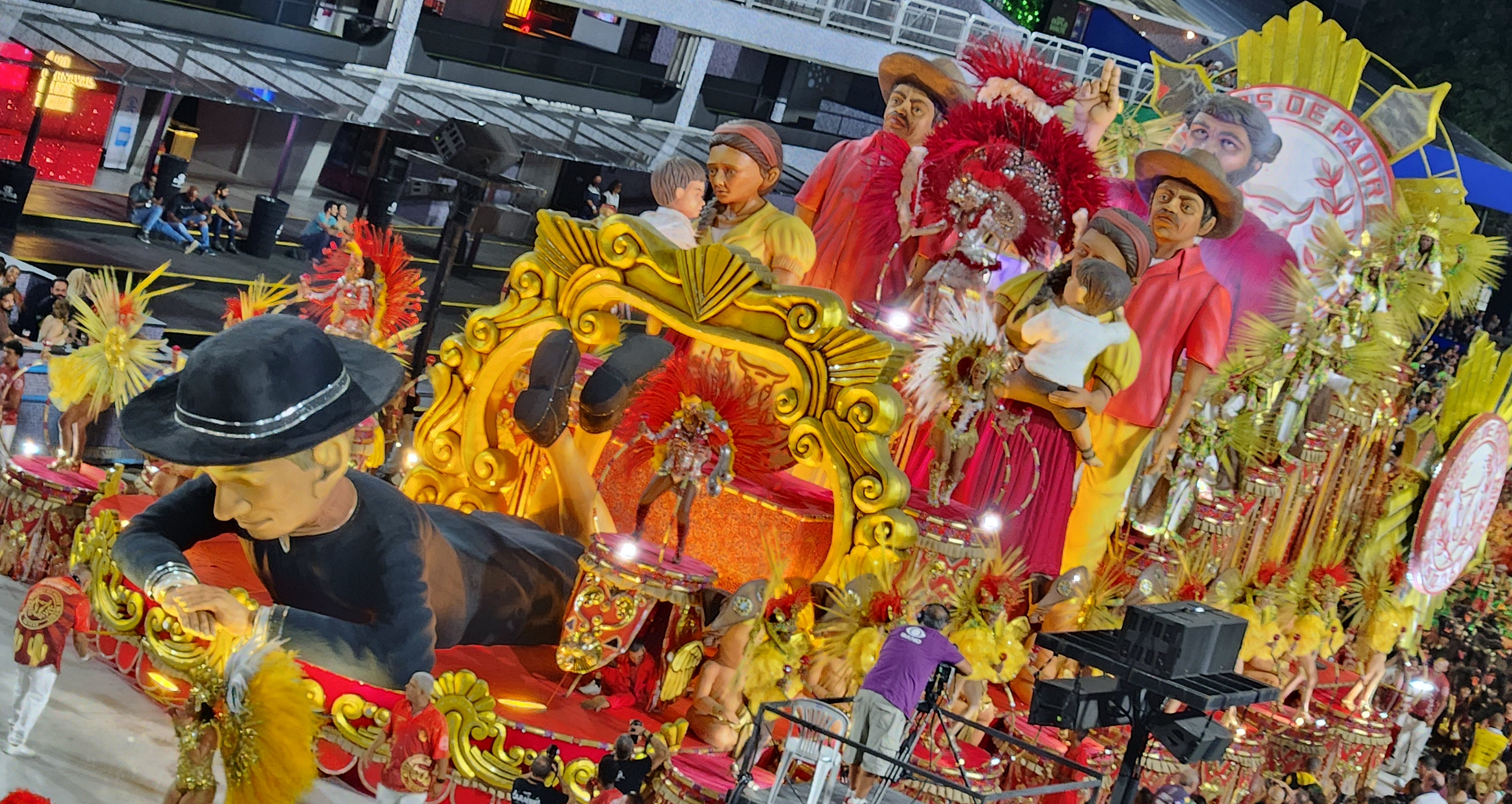
Carro abre-alas da Unidos de Padre Miguel no carnaval de 2024. Escola foi a campeã da Série Ouro.

Foram mantidos os nove quesitos de avaliação dos anos anteriores e a mesma quantidade de julgadores (quatro por quesito).
| Quesitos | Quesitos                     | Julgador 1          | Julgador 2          | Julgador 3     | Julgador 4            |
| -------- | ---------------------------- | ------------------- | ------------------- | -------------- | --------------------- |
|          | Fantasia                     | Anderson Ferreira   | Luciano Moreira     | Adrian Nunes   | Izabella Nobre        |
|          | Enredo                       | Ana Ribeiro         | Clécia dos Reis     | Talita Veloso  | Fabrício Silva        |
|          | Samba-enredo                 | Bárbara Siqueira    | Vinícius Cesar      | Renato Vazquez | Fernanda Gonçalves    |
|          | Evolução                     | Roberto Manhães     | Jaqueline Rodrigues | Karina Silva   | Matheus Abreu         |
|          | Comissão de Frente           | Simone Alencar      | Fernando Gomes      | Fábio Canejo   | Flávio Xavier         |
|          | Bateria                      | Paulo César Correa  | Ricardo Olivera     | Digo Braz      | Jorge Luiz            |
|          | Mestre-Sala e Porta-Bandeira | Thiago Willians     | Simone de Lima      | Marta Duarte   | Elizeu Miranda        |
|          | Alegorias e Adereços         | Camila Mendoça      | Renato Costa        | Sérvolo Alves  | Ana Maria Bottoni     |
|          | Harmonia                     | Alexandre Magalhães | Jair Silva          | Jorge Carvalho | Paulo Roberto Fidelis |

### Classificação
A Unidos de Padre Miguel venceu a Série Ouro após conquistar cinco vice-campeonatos nos oito anos anteriores. Com a vitória, a escola foi promovida ao Grupo Especial, retornando à primeira divisão do carnaval, onde não desfilava desde 1972. A UPM realizou um desfile sobre Padre Cícero. O enredo "O Redentor do Sertão" foi desenvolvido pelos carnavalescos Edson Pereira e Lucas Milato. Edson conquistou seu terceiro título na segunda divisão, enquanto Lucas foi campeão pela primeira vez. A escola atingiu a pontuação máxima, tendo apenas uma nota abaixo da máxima, que, seguindo o regulamento do concurso, foi descartada.

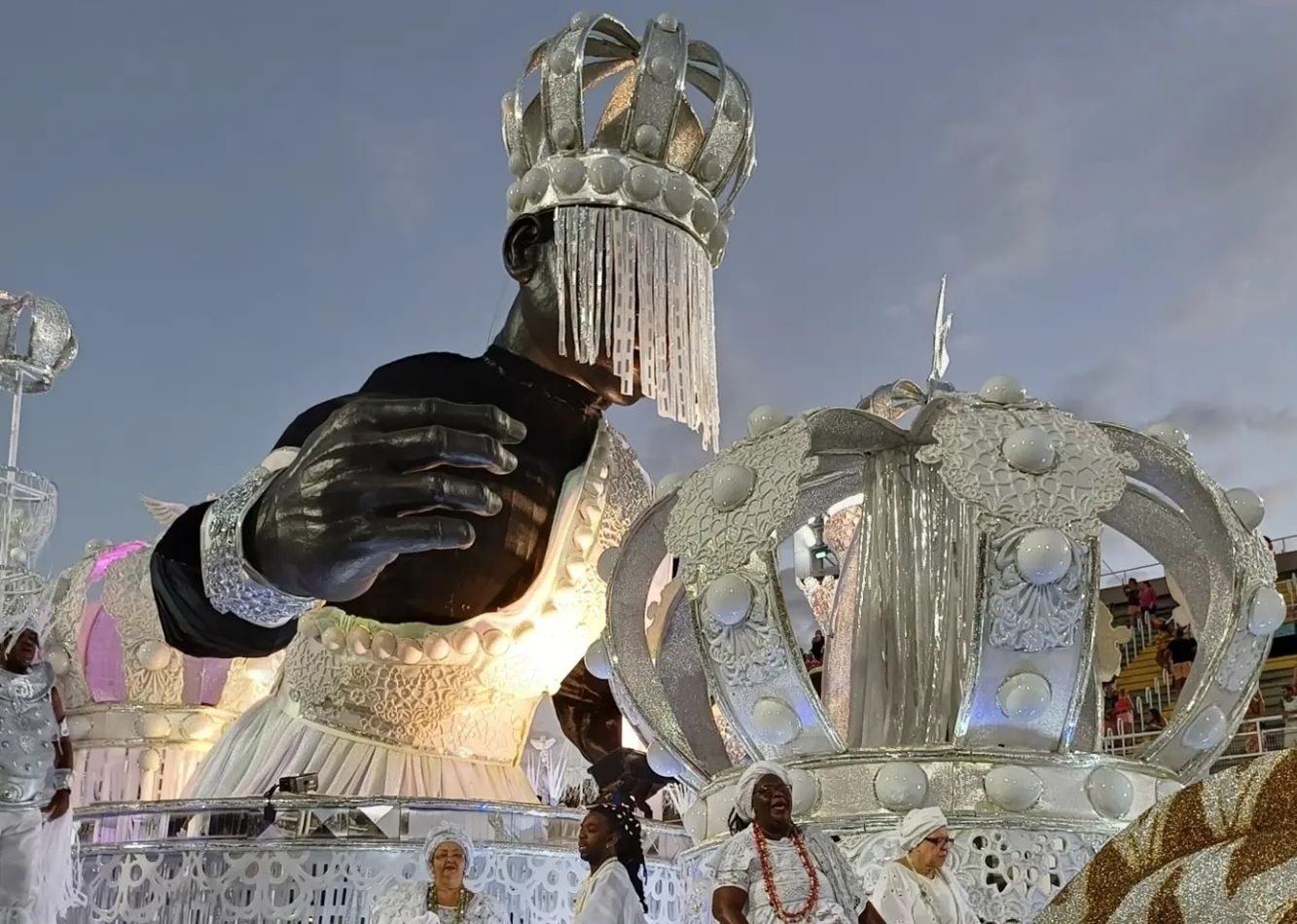
Desfile do Império Serrano em 2024. Escola foi vice-campeã da Série Ouro.

De volta à Série Ouro após ser rebaixado do Grupo Especial no ano anterior, o Império Serrano foi vice-campeão com dois décimos de diferença para a UPM. A escola realizou um desfile sobre os orixás cultuados no antigo Império de Oió (em iorubá: Ilú-Ọba Ọ̀yọ́). Terceira colocada, a Estácio de Sá exaltou a história de resistência dos povos africanos através das figuras de Vovó Cambinda e Vovó Maria Conga. Desfilando pela primeira vez na Marquês de Sapucaí, a União de Maricá obteve o quarto lugar com um desfile sobre o papel social dos compositores e uma homenagem ao compositor Guará, assassinado em 1988, aos 33 anos de idade. Quinta colocada, a São Clemente também homenageou um compositor, Zé Katimba que, aos 91 anos de idade, participou do desfile. Com um desfile sobre os camelôs (ou vendedores ambulantes), a Inocentes de Belford Roxo se classificou na sexta colocação. A União da Ilha obteve o sétimo lugar com um desfile antirracista, centrado em crianças negras e inspirado no livro Amoras, de Emicida, e em Doum, menino associado aos irmãos Cosme e Damião pela Umbanda e Candomblé e considerado protetor das crianças de até sete anos de idade. Oitava colocada, a Acadêmicos de Niterói realizou um desfile sobre os Catopês, manifestação tradicional nas festas de agosto de Montes Claros, em Minas Gerais. Com um desfile sobre a cidade cearense de Maracanaú, a Vigário Geral obteve nono lugar. Unidos de Bangu foi a décima colocada com um desfile sobre São Jorge. Em décimo primeiro lugar ficou a Unidos da Ponte com um desfile sobre o dendê. A Em Cima da Hora se classificou em décimo segundo lugar com um desfile sobre o trabalhismo. Estreando na Marquês de Sapucaí, a União do Parque Acari homenageou os cinquenta anos do bloco Ilê Aiyê, conseguindo se manter no grupo, em décimo terceiro lugar. Com um desfile sobre a médica e psiquiatra brasileira Nise da Silveira, morta em 1999, o Arranco se classificou na décima quarta colocação.
Penúltimo colocado, o Império da Tijuca foi rebaixado para a terceira divisão, de onde estava afastado desde 2006. A escola homenageou a cantora e compositora Lia de Itamaracá, que desfilou no abre-alas da escola. A agremiação enfrentou diversos problemas de evolução e sua última alegoria teve um princípio de incêndio. De volta à segunda divisão após vencer a Série Prata de 2023, o Sereno de Campo Grande realizou um desfile problemático, sendo rebaixado de volta para a terceira divisão. A escola apresentou um enredo sobre os festejos de 4 de dezembro em Salvador em comemoração ao dia de Santa Bárbara e seu sincretismo com Oiá. A agremiação teve dificuldade para manobrar suas alegorias, abrindo vários "buracos" durante o desfile.
| Legenda: Promovida ao Grupo Especial Rebaixadas para a terceira divisão |

| Col. | Escola                      | Enredo                                                                         | Carnavalesco(a)                             | Pontos | Desempate            |
| ---- | --------------------------- | ------------------------------------------------------------------------------ | ------------------------------------------- | ------ | -------------------- |
| 1    | Unidos de Padre Miguel      | O Redentor do Sertão                                                           | Edson Pereira e Lucas Milato                | 270    | -                    |
| 2    | Império Serrano             | Ilú-Ọba Ọ̀yọ́: A Gira dos Ancestrais                                             | Alex de Souza                               | 269,8  | -                    |
| 3    | Estácio de Sá               | Chão de Devoção: Orgulho Ancestral                                             | Marcus Paulo                                | 269,6  | -                    |
| 4    | União de Maricá             | O Esperançar do Poeta                                                          | André Rodrigues                             | 269,5  | -                    |
| 5    | São Clemente                | Que Grande Destino Reservaram pra Você                                         | Bruno Oliveira                              | 269,4  | Harmonia (30 pts)    |
| 6    | Inocentes de Belford Roxo   | Debret Pintou, Camelô Gritou: "Compre 2, Leve 3!". Tudo Para Agradar o Freguês | Marco Antônio Falleiros e Cristiano Bara    | 269,4  | Harmonia (29,8 pts)  |
| 7    | União da Ilha do Governador | Doum e Amora - Crianças Para Transformar o Mundo                               | Cahê Rodrigues                              | 269,3  | -                    |
| 8    | Acadêmicos de Niterói       | Catopês - Um Céu de Fitas                                                      | Tiago Martins                               | 269,2  | -                    |
| 9    | Acadêmicos de Vigário Geral | Maracanaú - Bem-Vindos ao Maior São João do Planeta                            | Marcus do Val, Alexandre Costa e Lino Sales | 269    | Harmonia (30 pts)    |
| 10   | Unidos de Bangu             | Jorge da Capadócia                                                             | Robson Goulart                              | 269    | Alegorias (29,8 pts) |
| 11   | Unidos da Ponte             | Temdendém - O Axé do Epô Pupá                                                  | Renato Esteves                              | 269    | Alegorias (29,7 pts) |
| 12   | Em Cima da Hora             | A Nossa Luta Continua!                                                         | Rodrigo Almeida                             | 268,8  | -                    |
| 13   | União do Parque Acari       | Ilê Aiyê - 50 Anos de Luta e Resistência                                       | André Tabuquine                             | 268,4  | -                    |
| 14   | Arranco                     | Nise - Reimaginação da Loucura                                                 | Nicolas Gonçalves                           | 268,2  | -                    |
| 15   | Império da Tijuca           | Sou Lia de Itamaracá Cirandando a Vida na Beira do Mar                         | Júnior Pernambucano                         | 268,1  | -                    |
| 16   | Sereno de Campo Grande      | 4 de Dezembro                                                                  | Thiago Avis                                 | 267,9  | -                    |

### Premiações
Os(as) mais premiados(as):

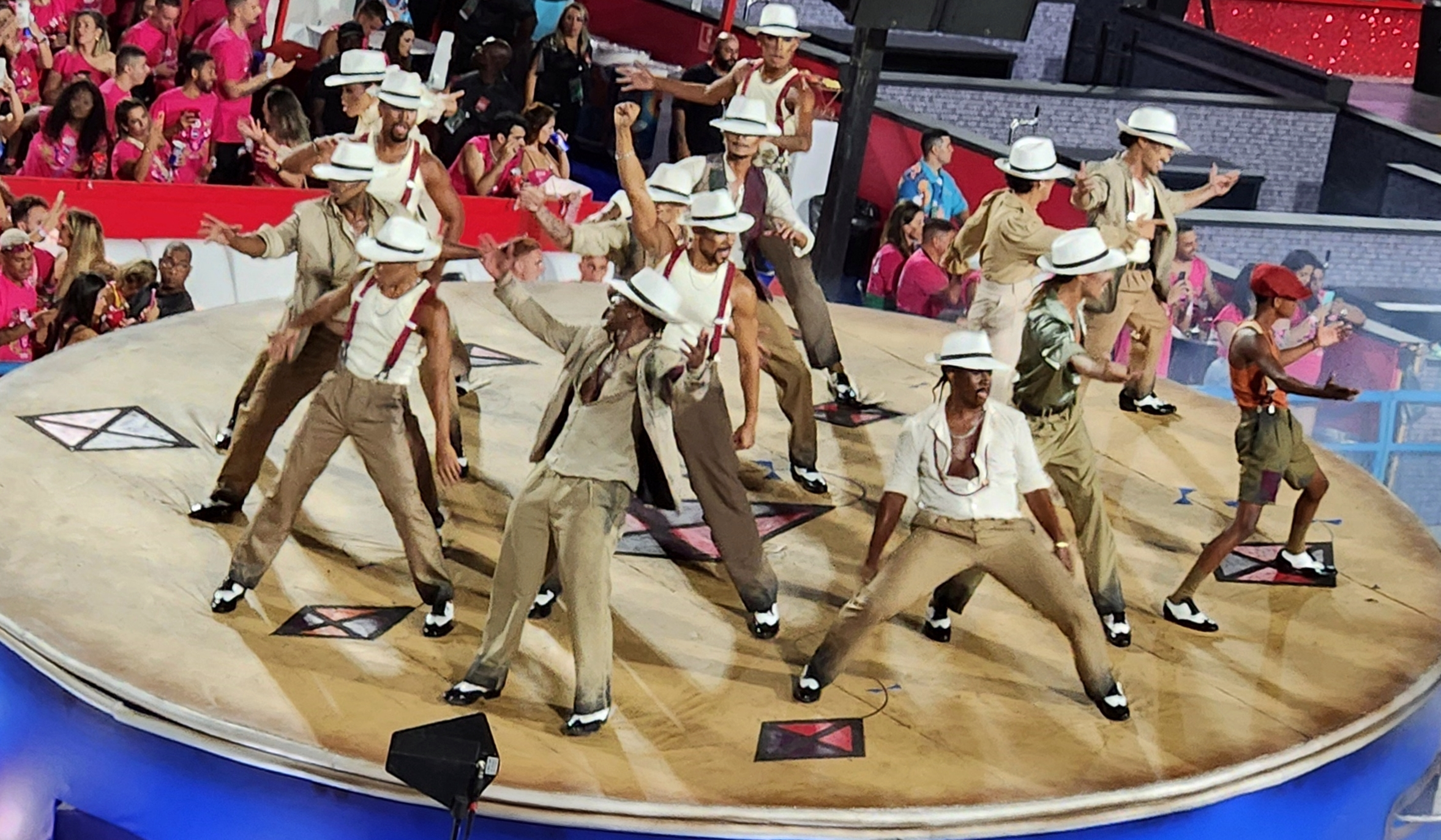
Comissão de frente da União de Maricá, vencedora de nove premiações.

- Escola/desfile: Unidos de Padre Miguel (11 prêmios)
- Samba-enredo: Estácio de Sá (7 prêmios)
- Enredo: Arranco (8 prêmios)
- Bateria: Império Serrano (6 prêmios)
- Mestre-sala e porta-bandeira: Thiaguinho e Amanda da União da Ilha (7 prêmios)
- Comissão de frente: União da Maricá, coreografada por Patrick Carvalho (9 prêmios)
- Intérprete: Tem Tem Jr. do Império Serrano (4 prêmios)
- Ala de passistas: Unidos de Padre Miguel (5 prêmios)
- Ala de baianas: União da Ilha (3 prêmios)
- Harmonia: Unidos de Padre Miguel (4 prêmios)

| Prêmios 2024             | Escola / Desfile | Samba-enredo    | Melhor Enredo | Melhor Bateria  | Mestre-sala e Porta-bandeira                              | Comissão de Frente | Melhor Intérprete          | Ala de Passistas | Melhor Ala de Baianas | Melhor Carnavalesco       | Melhor Harmonia | Melhores Alegorias | Melhores Fantasias |
| ------------------------ | ---------------- | --------------- | ------------- | --------------- | --------------------------------------------------------- | ------------------ | -------------------------- | ---------------- | --------------------- | ------------------------- | --------------- | ------------------ | ------------------ |
| Estandarte de Ouro       | Estácio          | Estácio         | -             | -               | -                                                         | -                  | -                          | -                | -                     | -                         | -               | -                  | -                  |
| Estrela do Carnaval      | UPM              | Estácio         | Arranco       | Império Serrano | Thiaguinho e Amanda (Ilha)                                | Maricá             | Tem Tem Jr. (Imp. Serrano) | Estácio          | UPM                   | -                         | Império Serrano | UPM                | UPM                |
| Fala Galera Carna Insta  | UPM              | UPM             | Arranco       | Império Serrano | Thiaguinho e Amanda (Ilha)                                | Maricá             | Tem Tem Jr. (Imp. Serrano) | UPM              | Império Serrano       | Cahê Rodrigues (Ilha)     | UPM             | -                  | -                  |
| Feras da Sapucaí         | UPM              | União da Ilha   | União da Ilha | Império Serrano | Fabrício e Giovanna (União de Maricá)                     | Maricá             | Bruno Ribas (UPM)          | UPM              | União da Ilha         | -                         | Inocentes       | -                  | UPM                |
| Gato de Prata            | UPM              | Estácio         | -             | UPM             | Fabrício (Maricá) e Thaís (Estácio)                       | Maricá             | Bruno Ribas (UPM)          | Ponte            | União da Ilha         | -                         | UPM             | -                  | -                  |
| Prêmio 100% Carnaval     | UPM              | Estácio         | Arranco       | União da Ilha   | Thiaguinho e Amanda (Ilha)                                | Estácio            | Kleber Simpatia (Ponte)    | UPM              | União da Ilha         | Edson P. e Lucas M. (UPM) | -               | União da Ilha      | UPM                |
| Prêmio SRzd              | UPM              | Império Serrano | Arranco       | Estácio         | Alex e Raphaela (São Clemente)                            | Maricá             | Tem Tem Jr. (Imp. Serrano) | UPM              | Maricá                | Marcus Paulo (Estácio)    | -               | -                  | -                  |
| S@mba-Net                | UPM              | Estácio         | Arranco       | Estácio         | Emanuel e Thainara (Ponte)                                | Maricá             | Tem Tem Jr. (Imp. Serrano) | UPM              | UPM                   | -                         | -               | Maricá             | Maricá             |
| Troféu Band Folia        | UPM              | UPM             | Arranco       | Império Serrano | Fabrício e Giovanna (Maricá) / Thiaguinho e Amanda (Ilha) | Maricá             | Nêgo (Ilha)                | Estácio          | -                     | -                         | -               | -                  | -                  |
| Troféu Explosão in Samba | UPM              | UPM             | -             | Império Serrano | Thiaguinho e Amanda (Ilha)                                | Maricá             | Nêgo (Ilha)                | Império Serrano  | Acad. de Niterói      | -                         | UPM             | UPM                | -                  |
| Troféu Sambario          | UPM              | Estácio         | Arranco       | Estácio         | Thiaguinho e Amanda (Ilha)                                | Maricá             | Nêgo (Ilha)                | -                | -                     | -                         | -               | -                  | -                  |
| Troféu Tupi              | UPM              | Estácio         | Arranco       | Estácio         | Emanuel e Thainara (Ponte)                                | -                  | Danilo Cezar (Vigário)     | -                | -                     | -                         | -               | -                  | -                  |
| Plumas & Paetês          | -                | UPM             | -             | Império Serrano | Thiaguinho e Amanda (Ilha)                                | UPM                | Kleber Simpatia (Ponte)    | Maricá           | -                     | Edson P. e Lucas M. (UPM) | UPM             | -                  | -                  |
| Troféu Bateria           |                  | -               | -             | União da Ilha   | -                                                         | -                  | -                          | -                | -                     | -                         | -               | -                  | -                  |

## Série Prata
Assim como nos carnavais anteriores, o desfile da Série Prata, organizado pela Superliga Carnavalesca do Brasil, foi dividido em duas noites, sendo que, a melhor escola de cada noite sagra-se campeã. Das duas vencedoras, a que conquistasse maior pontuação seria a campeã da Série Prata, enquanto a outra seria a vice-campeã. As duas são promovidas à Série Ouro para os desfiles do carnaval 2025.
Devido aos problemas na edição anterior que incluíram falta de capacidade para o público em geral no novo "sambódromo" e por questões envolvendo segurança, os desfiles organizados pela Superliga retornaram à Estrada Intendente Magalhães, no bairro do Campinho, deixando a Avenida Ernani Cardoso, em Cascadura. As escolas de samba filiadas à Liga Independente Verdadeira Raízes das Escolas de Samba (LIVRES) foram incorporadas à Superliga, sendo distribuídas pelas séries Prata e Bronze e Avaliação, o que causou a extinção dos desfiles do chamado Grupo B, que não possuía nem ascensão e rebaixamento para as respectivas divisões do carnaval carioca.
Quesitos e julgadores
Foram mantidos os nove quesitos de avaliação dos anos anteriores e a mesma quantidade de julgadores (quatro por quesito). A comissão julgadora foi a mesma nas duas noites.
| Quesitos | Quesitos                     | Julgador 1             | Julgador 2       | Julgador 3              | Julgador 4           |
| -------- | ---------------------------- | ---------------------- | ---------------- | ----------------------- | -------------------- |
|          | Mestre-Sala e Porta-Bandeira | Vera Prieto            | Nágila Santos    | Mariana Nogueira        | Leandro Marinho      |
|          | Comissão de Frente           | Lucas dos Santos       | Rosa Rodrigues   | Carlos Alberto da Silva | Luciano Arruda       |
|          | Fantasias                    | Lúcio Ventura          | Tatiane Silva    | Tina Lucia Araujo       | Darli Dias           |
|          | Alegorias e Adereços         | Alcina Regina Lopes    | Suellen Ferreira | Luciana Rosa            | Débora Santos        |
|          | Enredo                       | Isaura Alvarez         | Evelyn Lopes     | Aílton Caetano de Lima  | Domenique dos Santos |
|          | Evolução                     | Cristiane Alberto      | Michele Ferreira | Arise Costa             | Ioná Batista         |
|          | Harmonia                     | Dayse Martins          | Luciana Azevedo  | Oséas                   | Cristina Reis        |
|          | Samba-Enredo                 | Luciana Xavier         | Marcelo Moraes   | Jéssica da Cunha        | Ademar Gomes         |
|          | Bateria                      | Flávio Marcelo Ramalho | Diego Ivan       | Paulo Henrique          | Guilherme Rodrigues  |

### Primeira noite
A primeira noite de desfiles da Série Prata foi realizada na Estrada Intendente Magalhães, tendo início às 19 horas da terça-feira, dia 13 de fevereiro de 2024.
Ordem dos desfiles
A ordem dos desfiles foi definida através de sorteio realizado pela Superliga no dia 27 de junho de 2023.
| 1. Feitiço Carioca 2. Independente da Praça da Bandeira 3. Mocidade Unida do Santa Marta 4. Botafogo Samba Clube 5. Acadêmicos de Santa Cruz 6. Unidos de Lucas 7. Arrastão de Cascadura 8. Vizinha Faladeira 9. Império da Uva 10. Unidos da Barra da Tijuca 11. União de Jacarepaguá 12. Acadêmicos de Jacarepaguá 13. Caprichosos de Pilares 14. Fla Manguaça 15. Acadêmicos da Rocinha 16. Arame de Ricardo |

### Classificação
A Botafogo Samba Clube venceu a primeira noite de desfile e foi promovida à segunda divisão, chegando ao desfile da Sapucaí pela primeira vez, aos seis anos de existência. Fundada por torcedores do Botafogo de Futebol e Regatas, será a primeira agremiação ligada a um clube de futebol a desfilar no Sambódromo. A escola realizou um desfile sobre uma lenda Karajá de amor e rejeição entre uma indígena e uma estrela solitária. Por ter somado menos pontos que a vencedora da segunda noite, a Botafogo ficou com o vice-campeonato da Série Prata. Últimas colocadas, Caprichosos de Pilares, Acadêmicos de Jacarepaguá e Arame de Ricardo foram rebaixadas para a quarta divisão.
| Legenda: Promovida à segunda divisão Rebaixadas para a quarta divisão |

| Col. | Escola                            | Enredo                                                                      | Carnavalesco(a)                                | Pontos |
| ---- | --------------------------------- | --------------------------------------------------------------------------- | ---------------------------------------------- | ------ |
| 1    | Botafogo Samba Clube              | Taina-Kan: A Estrela Solitária                                              | Marcelo Adnet, Ricardo Hessez e Allan Barbosa  | 269,3  |
| 2    | Fla Manguaça                      | Quer Apostar?                                                               | Amarildo de Mello                              | 269,2  |
| 3    | União de Jacarepaguá              | A Criação Vodun e o Candomblé Jeje                                          | Rodrigo Meiners                                | 268,9  |
| 4    | Unidos de Lucas                   | A Floresta do Amazonas                                                      | Bruno Rocha, Felipe Santos e Fernando Saol     | 268,9  |
| 5    | Arrastão de Cascadura             | Icamiabas (Reedição do próprio enredo de 1996)                              | Sandro Gomes                                   | 268,8  |
| 6    | Unidos da Barra da Tijuca         | Encontro das Águas                                                          | Plínio Santos                                  | 268,8  |
| 7    | Feitiço Carioca                   | Vai Dizer que Tá Com Medo do Meu Feitiço!?                                  | Jean Rodrigues                                 | 268,7  |
| 8    | Mocidade Unida do Santa Marta     | Sextou #É Só Sucesso                                                        | Carila Matzenbacher                            | 268,3  |
| 9    | Acadêmicos de Santa Cruz          | As Bruxas Estão Soltas!                                                     | Cid Carvalho                                   | 268,2  |
| 10   | Vizinha Faladeira                 | Cais da Resistência                                                         | André Tabuquine                                | 268,1  |
| 11   | Acadêmicos da Rocinha             | Pra Não Dizer Que Não Falei das Flores (Reedição do próprio enredo de 1992) | Marcus Paulo                                   | 268,1  |
| 12   | Independente da Praça da Bandeira | Da Brisa do Mar à Luz do Luar de Maricá                                     | Ricardo Paulino e Walter Guilherme             | 267,8  |
| 13   | Império da Uva                    | Dos Trilhos do Passado a um Novo Tempo: Japeri!                             | Clebio de Freitas                              | 267,8  |
| 14   | Caprichosos de Pilares            | A Cobra Vai Fumar!                                                          | Fran Sérgio                                    | 266,5  |
| 15   | Acadêmicos de Jacarepaguá         | Quem Tem Sua Capa, Escapa!                                                  | George Giordano, Joe William e Rômulo Corleone | 264,8  |
| 16   | Arame de Ricardo                  | Quando Crescer, Quero Ser Criança. O Arame Te Ensina Brincando!!!           | Comissão de Carnaval                           | 263,1  |

### Segunda noite
A primeira noite de desfiles da Série Prata foi realizada na Estrada Intendente Magalhães, tendo início às 19 horas de sexta-feira, dia 16 de fevereiro de 2024.
Ordem dos desfiles
A ordem dos desfiles foi definida através de sorteio realizado pela Superliga no dia 27 de junho de 2023.
| 1. Tubarão de Mesquita 2. Independentes de Olaria 3. Acadêmicos da Abolição 4. Unidos da Vila Santa Tereza 5. Renascer de Jacarepaguá 6. Força Jovem 7. Tradição 8. Lins Imperial 9. Acadêmicos do Engenho da Rainha 10. Acadêmicos do Cubango 11. Alegria da Zona Sul 12. Flor da Mina do Andaraí 13. Leão de Nova Iguaçu 14. Concentra Imperial 15. Unidos do Jacarezinho 16. Acadêmicos do Dendê |

### Classificação
A Tradição venceu a segunda noite e, por ter somado mais pontos que a Botafogo Samba Clube (vencedora da primeira noite), conquistou o título de campeã geral da Série Prata de 2024. Com a vitória a escola garantiu seu retorno à segunda divisão, onze anos após seu rebaixamento, no carnaval de 2014. A escola se filiou a Superliga após a extinção dos desfiles do Grupo B organizados pela LIVRES, da qual foi uma das fundadoras. A Tradição realizou um desfile sobre reis e rainhas do continente negro que marcaram a história da humanidade. Últimas colocadas, Acadêmicos do Dendê, Lins Imperial e Força Jovem foram rebaixadas para a quarta divisão.
| Legenda: Promovida à segunda divisão Rebaixadas para a quarta divisão |

| Col. | Escola                          | Enredo                                                                          | Carnavalesco(a)                                                   | Pontos |
| ---- | ------------------------------- | ------------------------------------------------------------------------------- | ----------------------------------------------------------------- | ------ |
| 1    | Tradição                        | Trono Negro                                                                     | Leandro Valente                                                   | 269,9  |
| 2    | Renascer de Jacarepaguá         | Ubuntu - Do Berço Ancestral, um Ideal Pra Mudar o Mundo                         | Rodrigo Pacheco                                                   | 269,8  |
| 3    | Tubarão de Mesquita             | A Água de Nossos Rios Deságua Num Rio Maior!                                    | Sidney Rocha                                                      | 269,4  |
| 4    | Unidos da Vila Santa Tereza     | Solange - Da minha, da sua e da nossa Morada do Samba                           | Caaio Araújo                                                      | 269,3  |
| 5    | Unidos do Jacarezinho           | Na Fé dos Padroeiros, o Rio Pede Paz!                                           | Flávio Lins                                                       | 269,1  |
| 6    | Independentes de Olaria         | Ao Som do Chorinho Vou Sorrir... Serei Feliz, Bem Feliz!                        | Bruno de Oliveira                                                 | 268,7  |
| 7    | Acadêmicos do Cubango           | Os Pássaros da Noite e o Segredo das Criações                                   | Comissão de Carnaval                                              | 268,7  |
| 8    | Acadêmicos do Engenho da Rainha | Rudá, a Criação do Mundo em um Conto de Amor                                    | Alexandre Gonçalves e Felipe Midaas                               | 268,6  |
| 9    | Acadêmicos da Abolição          | Axé Ngoma! A Festa do Batuque Ancestral!                                        | Vladimir Oliveira, Raquel Faria, Livinha Pessoa e Cristiano Prado | 268,4  |
| 10   | Flor da Mina do Andaraí         | Renascença Clube - Quilombo Urbano da Resistência Negra                         | Yuri Nascimento                                                   | 267,6  |
| 11   | Alegria da Zona Sul             | Festa no Quilombo (Reedição do próprio enredo de 2003)                          | Felipe Costa, Pedro Machado e Paulo Jorge                         | 267,5  |
| 12   | Leão de Nova Iguaçu             | Festa de Preto                                                                  | Amauri Santos e Miro Freitas                                      | 266,8  |
| 13   | Concentra Imperial              | Recreio... Sol, Mar e Folia                                                     | Davi Gbanna                                                       | 266,6  |
| 14   | Acadêmicos do Dendê             | Na Beleza das Flores e no Brilho das Cores, Mulheres Guerreiras do Nosso Brasil | Luiz Carlos                                                       | 264,6  |
| 15   | Lins Imperial                   | Jovelina, A Pérola Negra do Samba!                                              | Eduardo Gonçalves                                                 | 262,8  |
| 16   | Força Jovem                     | São Januário, a Força de um povo                                                | Rodrigo Almeida                                                   | 257,2  |

## Série Bronze
Foi mantido o modelo adotado em 2023 com os desfiles divididos em duas noites e uma escola campeã em cada noite. Além das campeãs, as vice-campeãs seriam promovidas para a terceira divisão. As três últimas colocadas, de cada noite, seriam rebaixadas para o grupo de avaliação. A Siri de Ramos, até então filiada á LIVRES, desfilou pela quarta divisão.
Quesitos e julgadores
Foram mantidos os nove quesitos de avaliação dos anos anteriores e a mesma quantidade de julgadores (quatro por quesito). A comissão julgadora foi a mesma nas duas noites.
| Quesitos | Quesitos                     | Julgador 1             | Julgador 2       | Julgador 3              | Julgador 4           |
| -------- | ---------------------------- | ---------------------- | ---------------- | ----------------------- | -------------------- |
|          | Mestre-Sala e Porta-Bandeira | Vera Prieto            | Nágila Santos    | Mariana Nogueira        | Leandro Marinho      |
|          | Comissão de Frente           | Lucas dos Santos       | Rosa Rodrigues   | Carlos Alberto da Silva | Luciano Arruda       |
|          | Fantasias                    | Lúcio Ventura          | Tatiane Silva    | Tina Lucia Araujo       | Darli Dias           |
|          | Alegorias e Adereços         | Alcina Regina Lopes    | Suellen Ferreira | Luciana Rosa            | Débora Santos        |
|          | Enredo                       | Isaura Alvarez         | Evelyn Lopes     | Aílton Caetano de Lima  | Domenique dos Santos |
|          | Evolução                     | Cristiane Alberto      | Michele Ferreira | Arise Costa             | Ioná Batista         |
|          | Harmonia                     | Dayse Martins          | Luciana Azevedo  | Oséas                   | Cristina Reis        |
|          | Samba-Enredo                 | Luciana Xavier         | Marcelo Moraes   | Jéssica da Cunha        | Ademar Gomes         |
|          | Bateria                      | Flávio Marcelo Ramalho | Diego Ivan       | Paulo Henrique          | Guilherme Rodrigues  |

### Primeira noite
A primeira noite de desfiles da Série Bronze foi realizada na Estrada Intendente Magalhães, tendo início às 20 horas da segunda-feira, dia 12 de fevereiro de 2024. Cada agremiação tem até quarenta minutos para se apresentar.
Ordem dos desfiles
A ordem dos desfiles foi definida através de sorteio realizado pela Superliga no dia 27 de junho de 2023.
| 1. Raça Rubro-Negra 2. Unidos da Villa Rica 3. Império de Brás de Pina 4. Bangay 5. Império Ricardense 6. Império de Nova Iguaçu 7. Difícil É o Nome 8. Alegria do Vilar 9. Rosa de Ouro 10. Unidos de Cosmos 11. Mocidade Unida da Cidade de Deus 12. Gato de Bonsucesso 13. Unidos do Cabuçu |

### Classificação
O Império de Nova Iguaçu venceu a primeira noite da Série Bronze, conquistando sua promoção inédita à terceira divisão. A escola realizou um desfile sobre as crenças a cerca da sorte e do azar presente na vida das pessoas através dos jogos. Por ter somado menos pontos que a vencedora da segunda noite, o Império ficou com o vice-campeonato da Série Bronze. Segunda colocada, a Alegria do Vilar também conquistou sua promoção inédita à terceira divisão. A escola homenageou o ator Jorge Lafond, morto em 2003. Últimas colocadas, Rosa de Ouro, Mocidade Unida da Cidade de Deus e Difícil É o Nome foram rebaixadas para a quinta divisão.
| Legenda: Promovidas à terceira divisão Rebaixadas para a quinta divisão |

| Col. | Escola                           | Enredo                                                                                                 | Carnavalesco(a)                              | Pontos |
| ---- | -------------------------------- | --- | -------------------------------------------- | ------ |
| 1    | Império de Nova Iguaçu           | O Tigre da Sorte: A Grande Aposta!                                                                     | Larissa Pereira e Hugo Ribeiro               | 268    |
| 2    | Alegria do Vilar                 | Para Sempre Jorge Lafond!                                                                              | Júnior Réis                                  | 267,8  |
| 3    | Unidos de Cosmos                 | A Revolução da Bicharada                                                                               | Raphael Homem                                | 265,5  |
| 4    | Bangay                           | Atlântida - A Lendária Ilha e o Reino Perdido                                                          | Sandra Andréa                                | 265,1  |
| 5    | Império Ricardense               | Patativa do Assaré - Um Poema de Amor ao Nordeste                                                      | Renato Vieitas e Pablo Azevedo               | 264,6  |
| 6    | Raça Rubro-Negra                 | Kizomba, a Festa da Raça (Reedição do enredo de 1988 da Vila Isabel)                                   | Jorge Knnawer                                | 264,3  |
| 7    | Unidos da Villa Rica             | Mulheres do Brasil                                                                                     | João Torres                                  | 263,8  |
| 8    | Império de Brás de Pina          | No Olhar de Um Menino, o Esplendor dos Rouxinóis                                                       | Marcos Calheiros                             | 263,7  |
| 9    | Gato de Bonsucesso               | Abre-te, Sésamo!                                                                                       | Hugo Silva                                   | 263,7  |
| 10   | Rosa de Ouro                     | Bahia: E o Povo na Rua Cantando... É Feito Uma Reza, Um Ritual (Reedição do enredo de 2012 da Portela) | Cátia Calixto, Luis Otávio e Aninha Malandro | 263,4  |
| 11   | Mocidade Unida da Cidade de Deus | Sou Mocidade, Sou Romeiro, o Meu Padroeiro É o Santo Casamenteiro                                      | Sandro Gomes                                 | 262,6  |
| 12   | Difícil É o Nome                 | A Grande Estrela: O Sol                                                                                | Amauri Santos                                | 261,6  |

### Segunda noite
A segunda noite de desfiles da Série Bronze foi realizada na Estrada Intendente Magalhães, tendo início às 19 horas de sábado, dia 17 de fevereiro de 2024. Cada agremiação tem até quarenta minutos para se apresentar
Ordem dos desfiles
A ordem dos desfiles foi definida através de sorteio realizado pela Superliga no dia 27 de junho de 2023.
| 1. União do Parque Curicica 2. Acadêmicos do Jardim Bangu 3. Siri de Ramos 4. Imperadores Rubro-Negros 5. Chatuba de Mesquita 6. Unidos de São Cristóvão (não desfilou) 7. Turma da Paz de Madureira (TPM) 8. Mocidade de Vicente de Carvalho 9. Acadêmicos do Peixe 10. Boi da Ilha do Governador 11. Guerreiros Tricolores |

### Classificação
O Boi da Ilha do Governador venceu a segunda noite e, por ter somado mais pontos que a vencedora da primeira noite, conquistou o título de campeã geral da Série Bronze de 2024. O Boi da Ilha reeditou o clássico samba-enredo "Bom, Bonito e Barato", que deu o vice-campeonato do carnaval de 1980 para a União da Ilha do Governador. O enredo foi rebatizado para "Boi, Bonito e Barato", fazendo uma brincadeira com o nome do Boi da Ilha. Com a vitória, o Boi da Ilha garantiu seu retorno à terceira divisão, de onde foi rebaixado em 2013. Segunda colocada, a Chatuba de Mesquita também foi promovida à Série Prata. Últimas colocadas, Guerreiros Tricolores e Turma da Paz de Madureira foram rebaixadas para a quinta divisão junto com Unidos de São Cristóvão, que não desfilou.
| Legenda: Promovida à terceira divisão Rebaixadas para a quinta divisão * Sem informação disponível |

| Col.                                 | Escola                          | Enredo                                                                                         | Carnavalesco(a)                             | Pontos | Desempate          |
| ------------------------------------ | ------------------------------- | ---------------------------------------------------------------------------------------------- | ------------------------------------------- | ------ | ------------------ |
| 1                                    | Boi da Ilha do Governador       | Boi, Bonito e Barato (Reedição de enredo de 1980 da União da Ilha)                             | Cahê Rodrigues e Ramon Erbiste              | 269,5  | -                  |
| 2                                    | Chatuba de Mesquita             | Estava a Toa na Vida, Minha Chatuba Chamou! Pra Ver o Circo Passar Contando Coisas de Amor...  | Ricardo Ferreira e Edinaldo Souza (Puff)    | 267,8  | Bateria (30 pts)   |
| 3                                    | União do Parque Curicica        | Lendas, Mistérios e Magias. Não Creio, Mas... Sei Lá, Né? (Reedição do próprio enredo de 2010) | Rodrigo Meiners                             | 267,8  | Bateria (29,8 pts) |
| 4                                    | Mocidade de Vicente de Carvalho | Morena, Menina Danada, Minha Mulata Apaixonada                                                 | Thales Porto                                | 267,7  | -                  |
| 5                                    | Unidos do Cabuçu                | Será que Sempre Deu Camelo na Cabeça?                                                          | Leonardo Soares e Paulo Henrique Germano    | 267,6  | -                  |
| 6                                    | Imperadores Rubro-Negros        | É Lixo, É Resto, É Trapo, Resíduo, Mulambo, Farrapo; Reciclar É a Magia de Renascer!           | Fábio Giampietro                            | 267,3  | -                  |
| 7                                    | Acadêmicos do Peixe             | Bilhete Premiado                                                                               | Felipe Santos e Fernando Saol               | 267,2  | -                  |
| 8                                    | Siri de Ramos                   | Doce Infância (Reedição do próprio enredo de 2011)                                             | Alexandre Costa, Marcus do Val e Lino Sales | 266,7  | -                  |
| 9                                    | Acadêmicos do Jardim Bangu      | Flores - Um Culto aos Deuses                                                                   | *                                           | 266,1  | -                  |
| 10                                   | Guerreiros Tricolores           | Guerreiros do Destino - A História de um Ideal Além dos Tempos...                              | Wallace Amádo                               | 265,4  | -                  |
| 11                                   | Turma da Paz de Madureira (TPM) | Lugar de Mulher É Onde Ela Quiser! (Reedição do enredo de 2020 do Império Serrano)             | Anne Viana e Alice Araújo                   | 263,4  | -                  |
| Unidos de São Cristóvão não desfilou |                                 |                                                                                                |                                             |        |                    |

## Grupo de Avaliação
O desfile do Grupo de Avaliação foi realizado na Estrada Intendente Magalhães, tendo início às 20 horas do domingo, dia 11 de fevereiro de 2024. Cada agremiação teve até trinta minutos para se apresentar. Filiadas a LIVRES, a Garras do Tigre e a Novo Império estrearam na quinta divisão.
Ordem dos desfiles
A ordem dos desfiles foi definida através de sorteio realizado pela Superliga no dia 8 de janeiro de 2024 no Baródromo.
| 1. Império do Vale 2. Unidos do Cabral 3. Unidos da Vila Kennedy 4. América Samba e Paixão 5. Delírio da Zona Oeste 6. Império da Resistência 7. Coroado de Jacarepaguá 8. União do Vilar Carioca 9. Acadêmicos do Recreio 10. Renascer de Nova Iguaçu 11. Acadêmicos do Anil 12. Garras do Tigre (não desfilou) 13. Unidos de Manguinhos 14. Acadêmicos da Pedra Branca 15. Novo Império 16. Acadêmicos do Realengo (não desfilou) |

Quesitos e julgadores
Foram mantidos os nove quesitos de avaliação dos anos anteriores e a mesma quantidade de julgadores (dois por quesito).
| Quesitos | Quesitos                     | Julgador 1       | Julgador 2        |
| -------- | ---------------------------- | ---------------- | ----------------- |
|          | Mestre-Sala e Porta-Bandeira | Vera Prieto      | Mariana Nogueira  |
|          | Comissão de Frente           | Rosa Rodrigues   | Luciano Arruda    |
|          | Fantasias                    | Lúcio Ventura    | Tina Lucia Alves  |
|          | Alegorias e Adereços         | Suellen Ferreira | Débora Santos     |
|          | Enredo                       | Isaura Alvarez   | Evelyn Lopes      |
|          | Evolução                     | Ioná Batista     | Cristiane Alberto |
|          | Harmonia                     | Luciana Azevedo  | Dayse Martins     |
|          | Samba-Enredo                 | Luciana Xavier   | Marcelo Moraes    |
|          | Bateria                      | Diego Ivan       | Paulo Henrique    |

### Classificação
A Unidos da Vila Kennedy foi campeã do Grupo de Avaliação, conquistando seu retorno à Série Bronze, de onde foi rebaixada no ano anterior. A Vila Kennedy reeditou seu enredo de 2000, com o qual foi campeã do Grupo C. Em sua estreia no carnaval, a Acadêmicos do Recreio conquistou o segundo lugar e também foi promovida à quarta divisão. A escola realizou um desfile sobre o seu bairro de origem, o Recreio dos Bandeirantes. As duas escolas somaram a mesma pontuação final. O título foi decidido nos critérios de desempate.
| Legenda: Promovidas à quarta divisão * Sem informação disponível |

| Col.                                                    | Escola                     | Enredo | Carnavalesco(a)                 | Pontos | Desempate           |
| ------------------------------------------------------- | -------------------------- | --- | ------------------------------- | ------ | ------------------- |
| 1                                                       | Unidos da Vila Kennedy     | Criança Brasil: Um Sonho, Uma Esperança... (Reedição do próprio enredo de 2000)                                        | Lucas Lopes                     | 178,3  | Harmonia (19,8 pts) |
| 2                                                       | Acadêmicos do Recreio      | Do Plano ao Vertical, o Mar, o Verde e a Terra… Esse É Meu Lugar – Recreio, Vim Pra Ficar!                             | Rodrigo Pacheco                 | 178,3  | Harmonia (19,6 pts) |
| 3                                                       | Unidos de Manguinhos       | Vestido de Alegria ou Embalado na Fé, Sou Brasileiro e Vou Festejar o Ano Inteiro                                      | Evandro Sebastian               | 178,2  | -                   |
| 4                                                       | Novo Império               | Se Avexe Não!!! Tem Xote, Xaxado e Baião no Arraiá da Novo Império                                                     | Elviz Luiz                      | 178,1  | -                   |
| 5                                                       | Império da Resistência     | Dê Licença, Somos Resistência, ou, Pedrinhas Miudinhas de Luanda aê!                                                   | Felipe Cunha e Luiz Di Paulanis | 176,1  | Bateria (19,9 pts)  |
| 6                                                       | Coroado de Jacarepaguá     | Regido pela Sorte da Magia Cigana                                                                                      | *                               | 176,1  | Bateria (19,6 pts)  |
| 7                                                       | Renascer de Nova Iguaçu    | Na Corda Bamba, ou no Picadeiro, Somos Artistas Brasileiros                                                            | Comissão de Carnaval            | 175,7  | -                   |
| 8                                                       | Império do Vale            | Quelé, a Rainha do Vale                                                                                                | Paulo Bernardo de Abdalla       | 175,4  | -                   |
| 9                                                       | Delírio da Zona Oeste      | Sou Brasileiro, Privilégio de Poucos, Anseio de Muitos (Reedição do próprio enredo de 2000)                            | Comissão de carnaval            | 175,1  | -                   |
| 10                                                      | América Samba e Paixão     | Rubem Confete: o Griô do América, do Samba e da Paixão                                                                 | Comissão de Carnaval            | 174,9  | -                   |
| 11                                                      | Unidos do Cabral           | Amir Haddad, da Lapa ao Cabral… Carnavalizando o Teatro, Teatralizando o Carnaval (Reedição do próprio enredo de 2005) | Leonardo Soares                 | 174,1  | -                   |
| 12                                                      | União do Vilar Carioca     | A Dona dos Ventos, Senhora das Tempestades, a Força Bárbara de Toda Mulher Brasileira                                  | Pablo Azevedo                   | 173,9  | -                   |
| 13                                                      | Acadêmicos da Pedra Branca | Coleções, Um Paraíso de Preciosas Raridades!                                                                           | Laerte Gulini e Andréa Vieira   | 173,7  | -                   |
| 14                                                      | Acadêmicos do Anil         | Vila Mimosa, Uma História de Luta, Resistência e Dor                                                                   | Augusto de Oliveira             | 133,9  | -                   |
| Acadêmicos do Realengo e Garras do Tigre não desfilaram |                            | |                                 |        |                     |

## Escolas mirins
O desfile das escolas mirins foi organizado pela Associação das Escolas de Samba Mirins do Rio de Janeiro (AESM-Rio) e realizado no Sambódromo da Marquês de Sapucaí, a partir das 17 horas e 45 minutos da terça-feira, dia 13 de fevereiro de 2024. O desfile marcou o retorno da Virando Esperança, escola mirim da Unidos do Viradouro, que não desfilava há mais de dez anos. As escolas mirins não são julgadas.
| Ordem dos desfiles | Escola                                 | Enredo                                                                                |
| ------------------ | -------------------------------------- | ------------------------------------------------------------------------------------- |
| 1                  | Golfinhos do Rio de Janeiro            | Vem Com a Golfinhos Cuidar da Sua Saúde                                               |
| 2                  | Pimpolhos da Grande Rio                | Abayomi Conta: As Matriarcas do Samba                                                 |
| 3                  | Corações Unidos do CIEP                | No Paraíso das Delícias, Sabores Deste Brasil                                         |
| 4                  | Miúda da Cabuçu                        | Kathlen Romeu, Vidas Negras Importam                                                  |
| 5                  | Nova Geração do Estácio                | Um Trampolim para Crescer e Viver com a Nova Geração                                  |
| 6                  | Ainda Existem Crianças na Vila Kennedy | Flávio e Estrela                                                                      |
| 7                  | Aprendizes do Salgueiro                | Doce Aprendiz                                                                         |
| 8                  | Filhos da Águia                        | Samba Brasil                                                                          |
| 9                  | Império do Futuro                      | 40 Anos, Império do Futuro - A Pioneira! Ninguém Esquece, Samba se Aprende na Escola! |
| 10                 | Mangueira do Amanhã                    | A Menina da Terra do Boi Coroado                                                      |
| 11                 | Infantes do Lins                       | Brincadeira Tem Hora.. Brinquedo Tem História! Vem Brincar Conosco na Sapucaí!        |
| 12                 | Petizes da Penha                       | Tanguá, Solo Sagrado Doçura que Brota do Chão                                         |
| 13                 | Estrelinha da Mocidade                 | A Lenda do Guaraná                                                                    |
| 14                 | Tijuquinha do Borel                    | Minha Praia É de Todas as Tribos                                                      |
| 15                 | Inocentes da Caprichosos               | Insetópolis                                                                           |
| 16                 | Herdeiros da Vila                      | A Herdeiros Vem Mostrar Nossas Festas Populares                                       |
| 17                 | Virando Esperança                      | E Todo Menino É Um Rei                                                                |

## Blocos de enredo
Os desfiles foram organizados pela Federação dos Blocos Carnavalescos do Estado do Rio de Janeiro (FBCERJ).

### Grupo 1
O desfile do Grupo 1 dos blocos de enredo foi realizado a partir das 20 horas do sábado, dia 10 de fevereiro de 2024, na Estrada Intendente Magalhães, em Madureira. Cada bloco teve até 45 minutos para se apresentar.
| Ordem dos desfiles |
| 1. Vai Barrar? Nunca! 2. Bloco do Barriga 3. Unidos do Alto da Boa Vista 4. União da Ponte 5. Novo Horizonte 6. Império do Gramacho 7. Cometas do Bispo 8. Esperança de Nova Campinas 9. Independente de Nova América 10. Mocidade Unida da Mineira |

Quesitos e julgadores
Foram mantidos os oito quesitos de avaliação dos anos anteriores e a mesma quantidade de julgadores (dois por quesito).
| Quesitos | Quesitos                                      | Julgador 1                     | Julgador 2                       |
| -------- | --------------------------------------------- | ------------------------------ | -------------------------------- |
|          | Alegorias                                     | Andréia Vieira da Silva        | Laerte Gulin                     |
|          | Bateria                                       | Artur Lima Rauer               | Márcio de Souza Cesário          |
|          | Fantasias                                     | Elaine de Oliveira Albuquerque | Tereza das Neves Menezes Trajano |
|          | Enredo                                        | Nilza Mendes Costa             | Célia de Franco                  |
|          | Evolução                                      | Renato Santos                  | Andréia Cristina Serra de Araújo |
|          | Estandarte                                    | Jeane Pernambuco               | Nadia Maria Narciso              |
|          | Coreografia de Mestre-Sala e Porta-Estandarte | Adriane Nunes                  | Aída Lobo                        |
|          | Samba-enredo                                  | Maurício José da Silva         | Andréia Peçanha                  |

#### Classificação
| Legenda: Campeão * Sem informação disponível |

| Col.                                                                            | Bloco                        | Enredo                                               | Carnavalesco(a)                                | Pontos |
| ------------------------------------------------------------------------------- | ---------------------------- | ---------------------------------------------------- | ---------------------------------------------- | ------ |
| 1                                                                               | Vai Barrar? Nunca!           | Arretado, Osso Duro de Roer, Vai Barrar?             | Jairo Gama                                     | 260,9  |
| 2                                                                               | Bloco do Barriga             | Estou Gamado em Você                                 | *                                              | 260,6  |
| 3                                                                               | Império do Gramacho          | Cidade Maravilhosa                                   | Márcio Jacaré                                  | 260,5  |
| 4                                                                               | União da Ponte               | Mad Maria — A Ferrovia do Diabo, os Trilhos da Morte | Isidro da Costa Cassilhas                      | 259,8  |
| 5                                                                               | Unidos do Alto da Boa Vista  | Na Fumaça do Seu Cachimbo, Descobriu o Meu Segredo   | Cristiano Paim, Helcio Paim e Ana Maria Moraes | 259,4  |
| 6                                                                               | Novo Horizonte               | *                                                    | *                                              | 251,4  |
| 7                                                                               | Cometas do Bispo             | Tons de Liberdade                                    | Paulo Baron                                    | 249    |
| 8                                                                               | Independente de Nova América | Nova Iguaçu, Cidade das Águas                        | Juninho                                        | 241,4  |
| Esperança de Nova Campinas e a Mocidade Unida da Mineira foram desclassificadas |                              |                                                      |                                                |        |

### Grupo 2
O desfile do Grupo 2 dos blocos de enredo foi realizado a partir das 20 horas do sábado, dia 10 de fevereiro de 2024, na Avenida República do Chile, no Centro do Rio de Janeiro. Cada bloco teve até 45 minutos para se apresentar.
| Ordem dos desfiles |
| 1. Bloco do China 2. Zimbauê 3. Oba-Oba do Recreio 4. Mocidade Unida de Manguariba 5. Canarinhos das Laranjeiras 6. Unidos do Bandeirante 7. Renascer de Vaz Lobo 8. Amigos de Tinguá 9. Raízes da Tijuca |

Quesitos e julgadores
Foram mantidos os oito quesitos de avaliação dos anos anteriores e a mesma quantidade de julgadores (dois por quesito).
| Quesitos | Quesitos                                      | Julgador 1                       | Julgador 2              |
| -------- | --------------------------------------------- | -------------------------------- | ----------------------- |
|          | Alegorias                                     | Alexandra Carla de Freitas       | Arleson Rezende         |
|          | Bateria                                       | Luiz Carlos Leitão de Oliveira   | Juarez Nascimento       |
|          | Fantasias                                     | Luz Nogueira                     | Renato Marques da Silva |
|          | Enredo                                        | Elis Viana Isidoro               | Leandro Melo            |
|          | Evolução                                      | Marcos Valério Corrêa dos Santos | Jorgelei Oliveira       |
|          | Estandarte                                    | Raiane Brasil da Silva           | Alex Oliveira Souza     |
|          | Coreografia de Mestre-Sala e Porta-Estandarte | Mauro Lima de Souza              | Gleice Simpatia         |
|          | Samba-enredo                                  | Valter Honorato Gomes            | Marcelo de Souza Luz    |

#### Classificação
| Legenda: Promovido ao Grupo 1 * Sem informação disponível |

| Col.                                                | Bloco                        | Enredo                                         | Carnavalesco(a)         | Pontos |
| --------------------------------------------------- | ---------------------------- | ---------------------------------------------- | ----------------------- | ------ |
| 1                                                   | Renascer de Vaz Lobo         | Da Bahia ao Rio, o Axé das Mães do Samba       | Pedro Lucas             | 261,9  |
| 2                                                   | Unidos do Bandeirante        | O Que é o Abaeté?                              | Gilmar Oliveira         | 261,4  |
| 3                                                   | Canarinho das Laranjeiras    | Salvador… Canta e Dança, Pra Quem Têm Fé       | Oziene Furttado         | 261,3  |
| 4                                                   | Raízes da Tijuca             | Carlinhos, o Rei do Salgueiro                  | Marcelo Vieira de Paula | 259,6  |
| 5                                                   | Amigos do Tinguá             | Praia, Mar e um Feriado pra Curtir e Descansar | Sílvio César Ribeiro    | 259,5  |
| 6                                                   | Mocidade Unida de Manguariba | *                                              | *                       | 259,1  |
| 7                                                   | Bloco do China               | O Sonho da Feliz Cidade                        | *                       | 235,4  |
| Oba-Oba do Recreio e Zimbauê foram desclassificadas |                              |                                                |                         |        |

## Blocos de rua
Centenas de blocos desfilaram pelas ruas do Rio de Janeiro em 2024. Apenas entre os oficializados, a Prefeitura contabilizou 453 blocos. Entre os principais blocos apontados pela mídia, estão o Carmelitas, Amigos da Onça, Céu na Terra, Cordão da Bola Preta, Empolga às Nove, Bloco Brasil, Batuquebato, Banda de Ipanema, Bangalafumenga, Simpatia É Quase Amor, Bloco Areia, Cordão do Boitatá, Bola Club, Sargento Pimenta, Bloco da Treta, Fervo da Lud, Cachorro Cansado, Orquestra Voadora, Banda de Ipanema, Me Enterra na Quarta, Bloco da Anitta e Monobloco.
No Centro da cidade, desfilaram os blocos da LIBERJ - Liga Independente dos Blocos de Embalo do Estado do Rio De Janeiro, cuja sede é em Pilares, mas os desfiles são realizados na Avenida Chile. Esta liga não possui caráter competitivo. O tradicional Cacique de Ramos desfilou de forma independente nos três dias de Carnaval, também na Avenida Chile. Outras ligas relevantes, também de caráter não competitivo, foram a Folia Carioca, a Sebastiana, a Liga do Centro e a Liga João Nogueira, entre outras.
O Carnaval de 2024 também foi marcado pelo segundo ano do edital Bloco nas Ruas, da SECEC - Secretaria de Cultura e Economia Criativa do Governo do Estado do Rio de Janeiro - que destinou 5,27 milhões de reais para os blocos de rua de todo o estado, na proporção de 40% para a capital e 60% para os demais municípios. Cada liga de carnaval contemplada recebeu 130 mil reais, sendo que no total foram contempladas 8 ligas da capital e 12 ligas dos demais municípios.

## Sambúrbio
A Liga das Bandas Carnavalescas e Blocos de Rua do Subúrbio do Rio de Janeiro (Sambúrbio) desfilou no domingo de carnaval, dia 11 de Fevereiro, a partir das 14 horas, na Rua da República, em Quintino. Inicialmente, estavam previstos os blocos Quem For Corno Me Acompanhe, Vem Mamar, Tô na Merda, Arraiá da Manga Rosa, Banda dos Emotivos, Bola Club e Alegria de Quintino. Posteriormente, foram acrescentadas à lista três ex-escolas de samba: Flor de Iguaçu, Guerreiros de Jacarepaguá e Balanço do Irajá, além dos blocos ACL e Rádio Cachaça. Esta liga foi patrocinada pela SECEC - Secretaria Estadual de Cultura e Economia Criativa do Estado do Rio de Janeiro.

#### Classificação
| Legenda: Bloco campeão Eliminado do carnaval * Sem informação disponível |

| Col. | Bloco                                      | Enredo                                                                            | Diretor de Carnaval | Carnavalesco         | Pontos                       |
| ---- | ------------------------------------------ | --------------------------------------------------------------------------------- | ------------------- | -------------------- | ---------------------------- |
| 1    | Vem Mamar                                  | Mesmo proibido, mamai por nós                                                     | Alessandra          | Cabeça               | 124                          |
| 2    | Guerreiros de Jacarepaguá                  | Jacarepaguá vem cantar a noite inteira: Salve a Mulher Guerreira!                 | Bené Machado        | Célia Regina         | 123,4                        |
| 3    | Quem For Corno Me Acompanhe                | Quem For Corno me Acompanha                                                       | Elóy                | Carol Estrela        | 123                          |
| 4    | ACL - Associação do Caps Clarice Lispector | Deixa eu viver e ser feliz - Nise da Silveira, só o amor cura                     | Soraia de Moraes    | Clara Araújo         | 117,9                        |
| 5    | Tô na Merda                                | Tô na Merda                                                                       | Tathy               | Tathy                | 117,6                        |
| 6    | Bola Club                                  | A nossa alma ninguém comprará                                                     | Claudete Umbelino   | Carliana Muniz       | 117,3                        |
| 7    | Flor de Iguaçu                             | Do jardim da Rua Gama - Continuando esta história                                 | Jorginho da Flor    | Andréa Corrêa Santos | 117,3 (desempate em bateria) |
| 8    | Alegria de Quintino                        | Os amores do Professor                                                            | Mário Porto         | *                    | 116,2                        |
| 9    | Arraiá da Manga Rosa                       | Anarriê, anarriá! O Manga Rosa conta a história das festas juninas em seu Arraiá! | Wállace Araújo      | Lúcia Baptista       | 114                          |
| 10   | Banda dos Emotivos                         | Emotivo quer meter                                                                | Sidney              | *                    | 96,9                         |
| 11   | Rádio Cachaça                              | Rádio Cachaça                                                                     | Felipe de Castro    | *                    | 0                            |
| 11   | Balanço do Irajá                           | Une Allure – Do sacerdote Babalaô Pierre Verger às lendas dos Orixás              | *                   | Affonso Valentin     | 0                            |

A pontuação referente aos pontos de bonificação foi a seguinte: Banda dos Emotivos recebeu 1 ponto extra por desfilar sem carro alegórico, sem o mínimo de 50 componentes e sem o mínimo de 12 ritmistas; ACL recebeu 3 pontos de bonificação, por desfilar sem carro alegórico; Flor de Iguaçu e Bola Club receberam 3,5 pontos de bonificação por desfilarem sem mestre-sala; e Alegria de Quintino recebeu 2 pontos de bonificação por desfilar sem casal de mestre-sala/porta-bandeira, e sem carro alegórico.
Rádio Cachaça e Balanço do Irajá, que não desfilaram, obviamente não receberam nenhum ponto de bonificação, enquanto os demais cinco blocos cumpriram todas as obrigatoriedades, e receberam 4 pontos extras.

#### Prêmios especiais
- Prêmio Garra na Avenida: Tô na Merda
- Agremiação do Povo: Alegria de Quintino
- Agremiação da União: Vem Mamar
- Melhor casal de mestre sala e porta-bandeira: Guerreiros de Jacarepaguá
- Melhor intérprete: Erly (Quem For Corno Me Acompanhe)
- Melhor samba-enredo: Leandro Rocha, Ruan Victor, André Tavares e Oswaldo de Quintino (Bola Club)
- Melhor bateria: Mestre Grélha (Alegria de Quintino)
- Personalidade: Professor Antônio Carlos Moreira da Rocha (Alegria de Quintino)
- Melhores fantasias: Vem Mamar
- Melhor Passista: Diego Douratto (Quem For Corno Me Acompanhe)
- Melhor carnavalesca: Carliana Muniz (Bola Club)
- Folião Mirim: Nícolas Gabriel Guedes (Bola Club)
- Revelação: Tathy (Tô Na Merda)
- Prêmio Amigo do Carnaval de Rua: Danielle Barros - secretária estadual de Cultura
- Folião com melhor fantasia: 1º lugar - Gabriel Cunha (Vem Mamar); 2º lugar - Guilherme Arthur (Bola Club); 3º lugar - Talita (Guerreiros de Jacarepaguá).

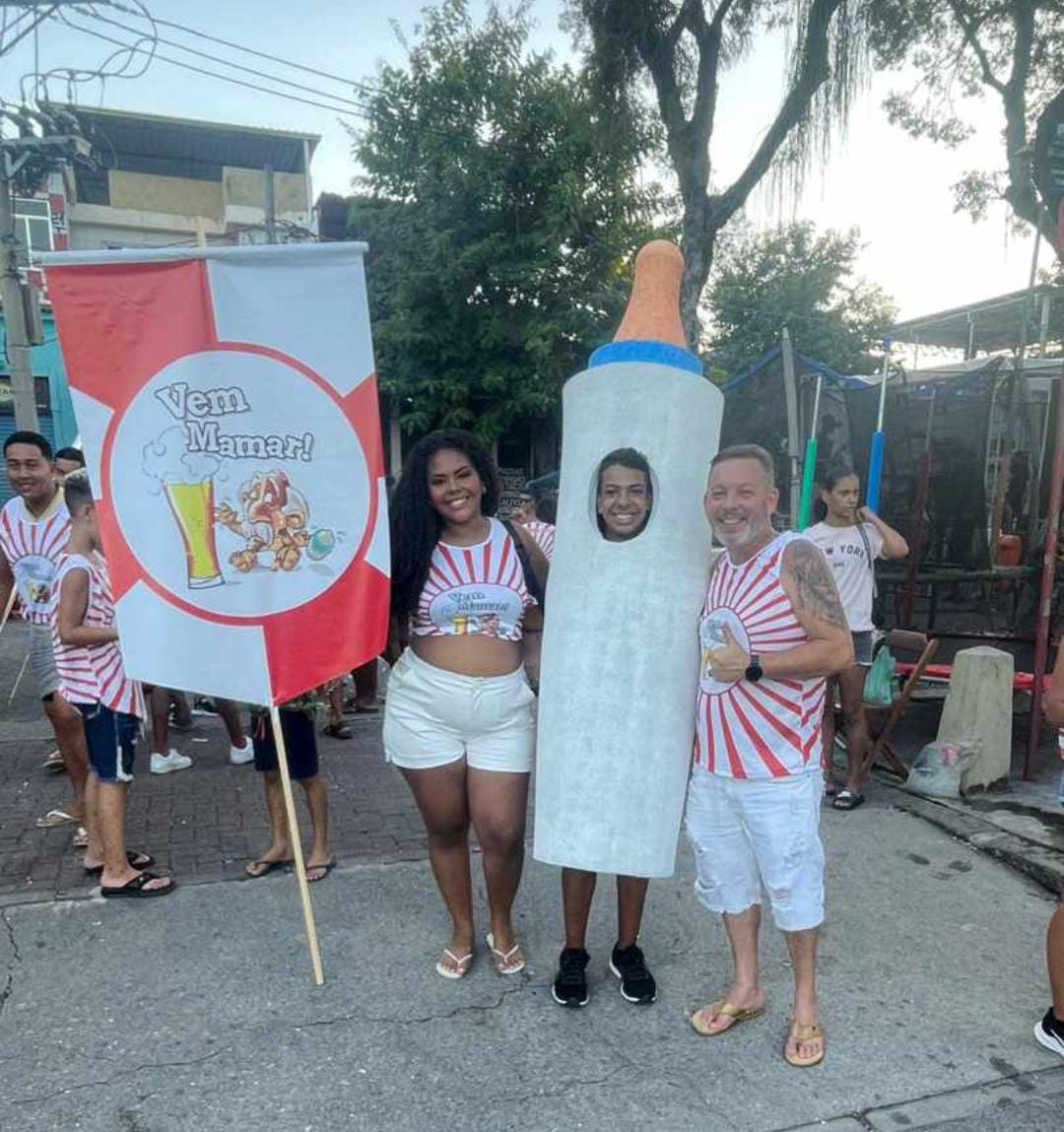
Gabriel Cunha, vencedor de "melhor fantasia" pela Sambúrbio em 2024.
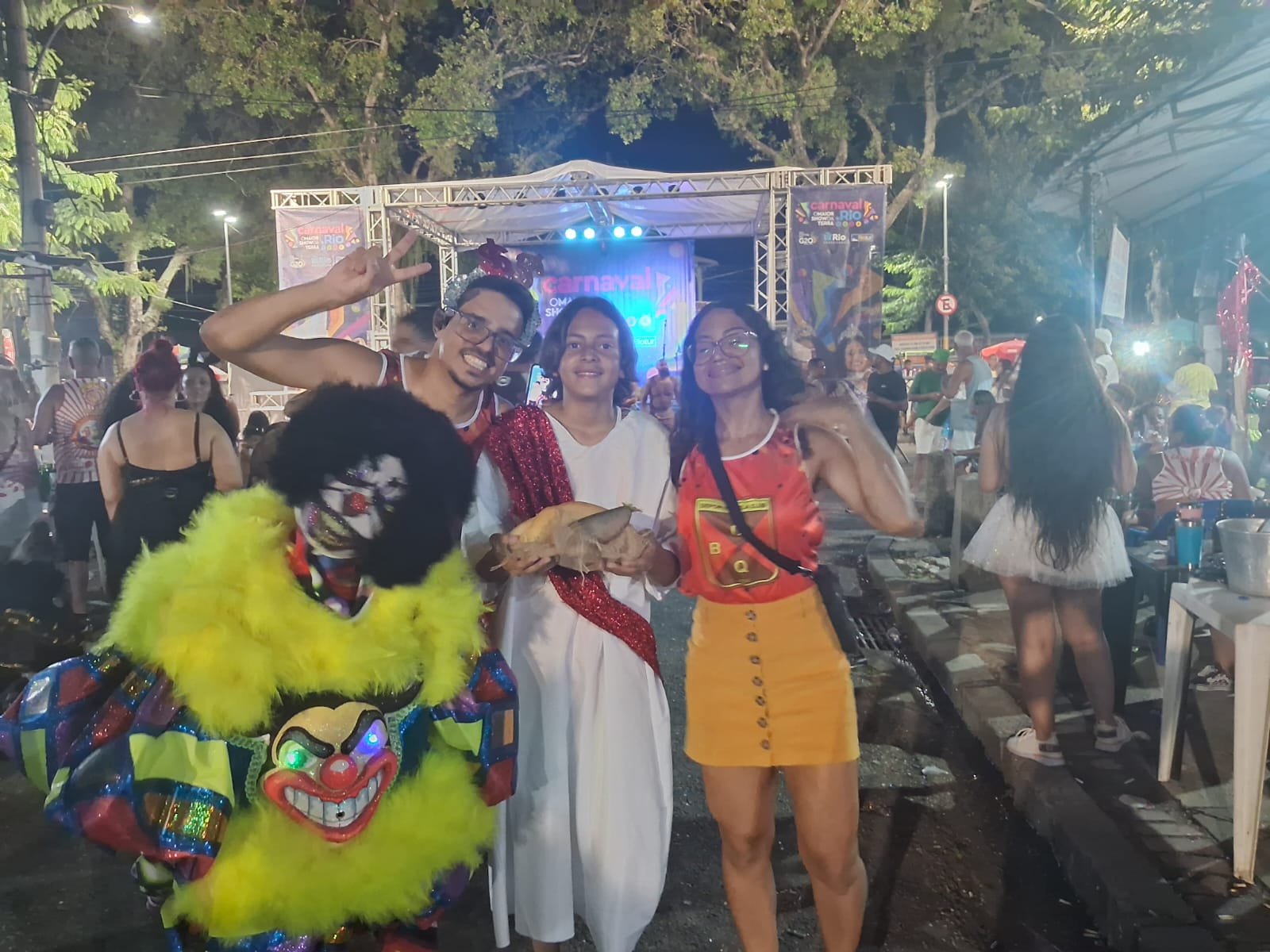
Guilherme Arthur, fantasiado de Jesus Cristo no bloco Bola Club - vice-campeão de "melhor fantasia" pela Sambúrbio em 2024.
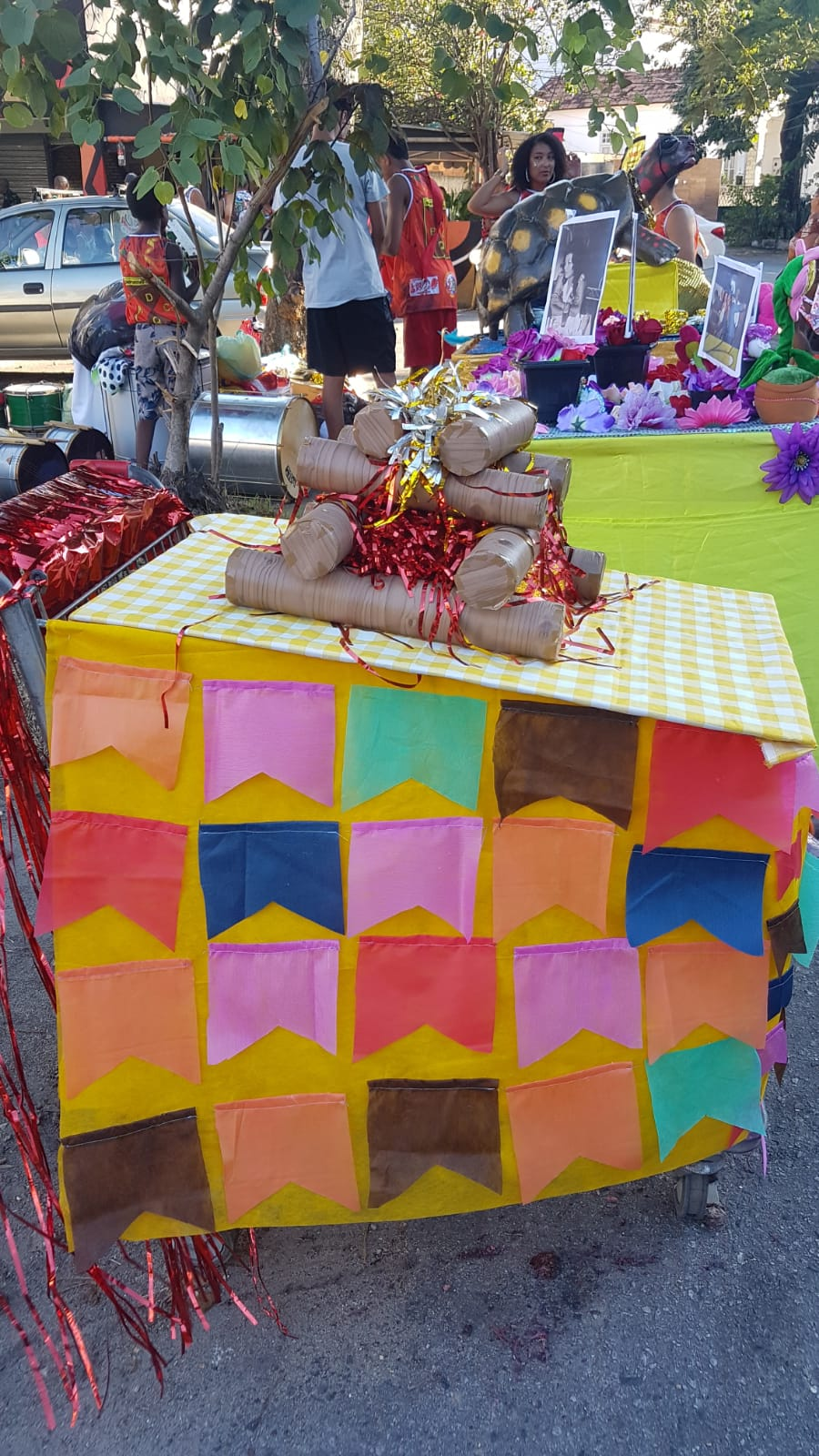
Carrinho alegórico do bloco Arraiá da Manga Rosa, da Cerâmica, em Nova Iguaçu, que desfilou pela Sambúrbio em 2024.
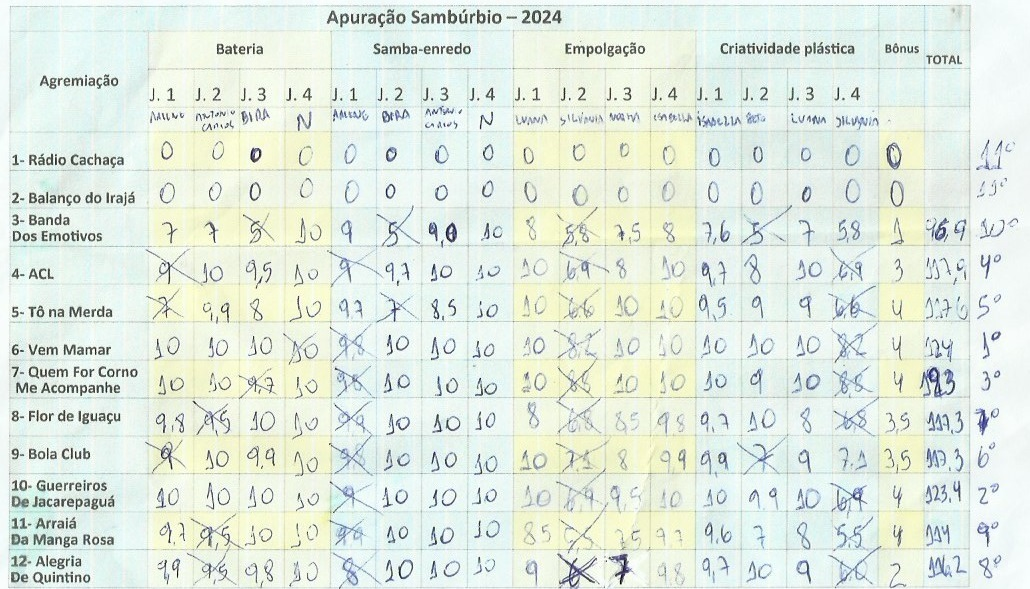
Mapa de notas - Sambúrbio 2024.
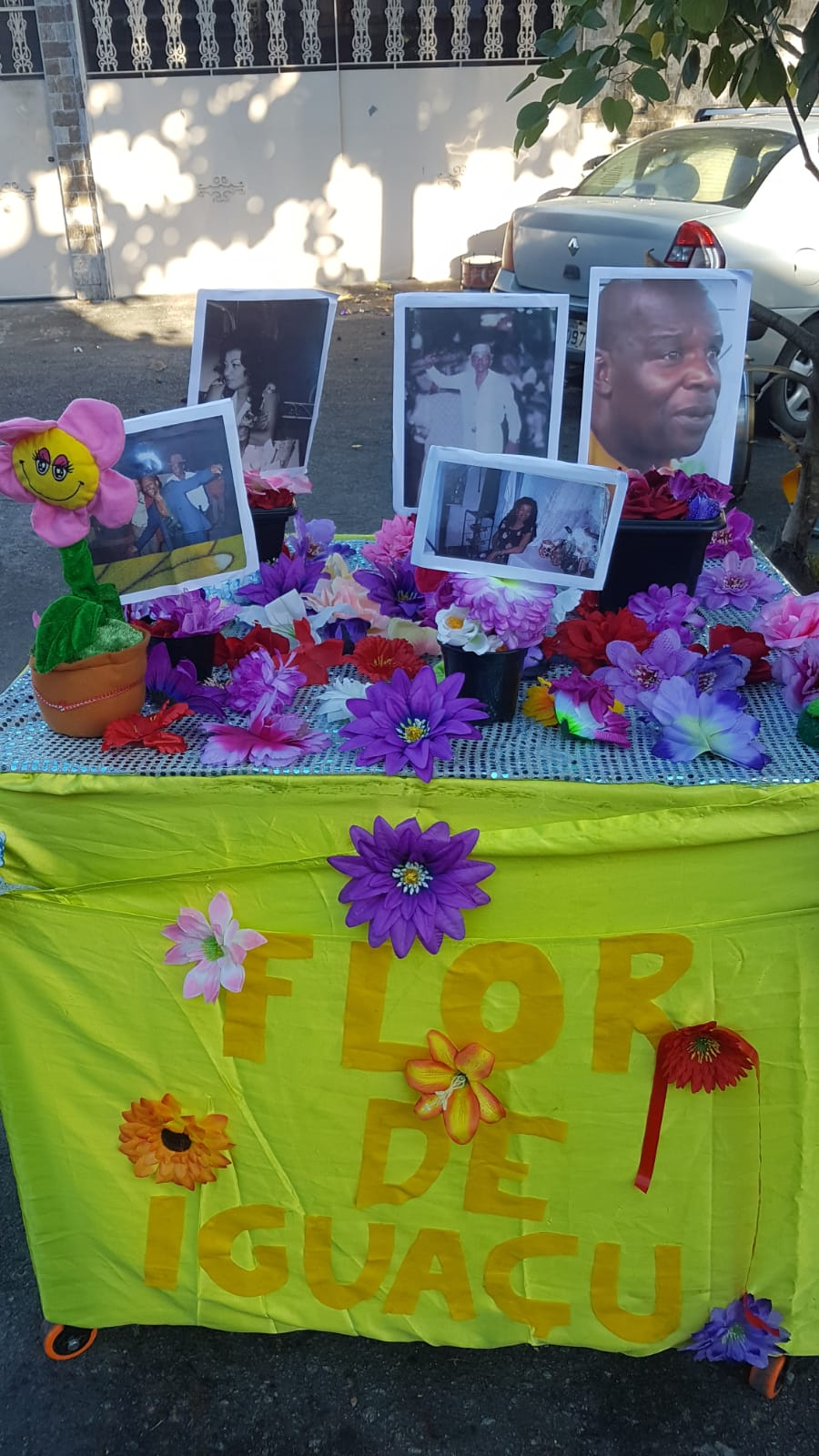
Carrinho alegórico da Flor de Iguaçu, no Carnaval 2024.